# Saint-Jean-Baptiste (quartier)
Pour les articles homonymes, voir Saint-Jean-Baptiste.
Saint-Jean-Baptiste, parfois appelé « faubourg Saint-Jean », est l'un des 35 quartiers de la ville de Québec. Il est situé dans l'arrondissement de La Cité-Limoilou.
Il est le quartier le moins vaste mais aussi le plus dense de la ville. Il figure parmi les plus anciens quartiers de Québec, la partie la plus ancienne correspondant à l'ancien quartier populaire organisé autour de l'église Saint-Jean-Baptiste alors que la partie plus récente est occupée principalement par le gouvernement du Québec et de grands hôtels modernes. 

## Géographie
Le quartier de Saint-Jean-Baptiste se trouve du côté nord de la colline de Québec, au sommet du coteau Sainte-Geneviève. Il est situé à l'ouest du Vieux-Québec, au nord de la Colline parlementaire de Québec, à l'est de Montcalm et au sud de Saint-Roch. Suivant le découpage officiel de la Ville de Québec, il est délimité par le coteau Sainte-Geneviève, l'avenue Honoré-Mercier, le boulevard René-Lévesque, la rue De la Chevrotière, la rue Jacques-Parizeau, la rue de Claire-Fontaine, la Grande Allée et l'avenue De Salaberry.
Il couvre 0,67 km2 sur les 22,18 km2 que compte l’arrondissement, ce qui en fait un tout petit quartier, situé en plein-cœur de la Ville.

## Histoire

### Naissance du faubourg Saint-Jean
Historiquement, le quartier Saint-Jean-Baptiste couvre l'ancien faubourg Saint-Jean et l'ancien faubourg Saint-Louis, rasé pour faire place à la Colline parlementaire et à l'actuel boulevard René-Lévesque Est.   
Le faubourg Saint-Jean existe depuis le Régime français, constituant historiquement la banlieue de la haute-ville de Québec vers l'ouest. L'actuelle rue Saint-Jean est tracée sous forme de chemin en 1667. Elle porte ce nom du fait de l'arpenteur Jean Bourdon. La porte Saint-Jean est alors un étroit passage dans la fortification et est fermée le soir et la nuit. Pâturage et lieu de passage au XVIIe siècle, le faubourg connaît un début d'occupation chaotique au XVIIIe siècle. Durant la Nouvelle-France, le territoire est occupé par des terres agricoles concédées à des colons ou gérées par les communautés religieuses: les Ursulines et les Hospitalières de l'Hôtel-Dieu possèdent la majeure partie du territoire correspondant à l'actuel quartier Saint-Jean-Baptiste.  

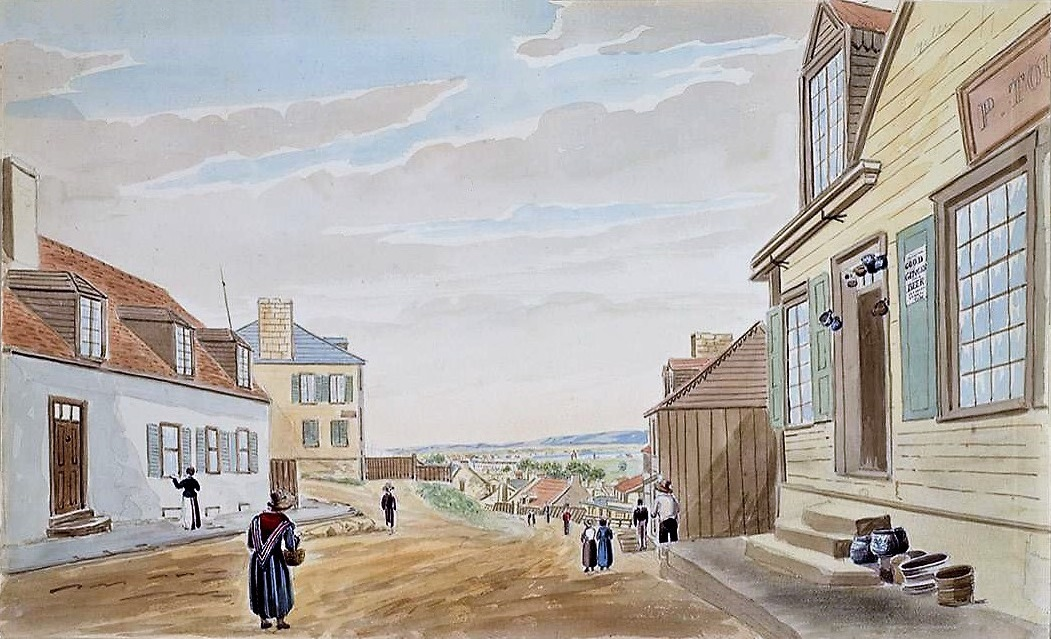
Le faubourg Saint-Jean, peint en juillet 1830.

Un hameau se développe alors le long du chemin Saint-Jean, qui devient un axe commercial. Il commence à être loti en 1722, lorsque Joachim Girard, cordonnier, y lotit des arpents. Vers 1740, le faubourg compte une trentaine de maisons et accueille des artisans de la construction, des tanneurs, des charretiers et des journaliers.   
La côte d'Abraham porte le nom d'Abraham Martin, premier résident du coteau Sainte-Geneviève, qui avait là son chemin menant de ses pâturages, Les Plaines d'Abraham aujourd'hui, vers la rivière Saint-Charles. En 1645, il possède 32 arpents entre le coteau et la rue Saint-Patrick et y fait construire une maison et une grange. À côté de sa maison jaillit une fontaine qui donnera par la suite son nom à la rue de Claire-Fontaine. A son décès en 1664, ses héritiers vendent la terre aux Ursulines. Après la Conquête, les religieuses concèdent l'emplacement à Jean-Marie Deguise, qui y installe à partir de 1762 une tannerie alimentée par l'eau de la fontaine.
L'invasion du Canada en 1775 amène l'armée britannique à démolir le bourg pour dégager les fortifications de la ville. En effet, la ville ayant été assiégée par les Américains, le Conseil de guerre britannique fait raser les maisons pour qu'elles ne puissent plus servir d'abri à l'ennemi.

### Plan orthogonal et densification

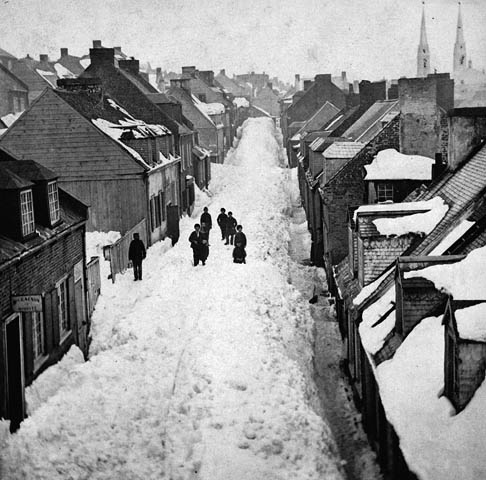
La rue Saint-Patrick en 1872. Une grande partie des maisons du quartier ont été détruites lors de l'incendie de 1881.

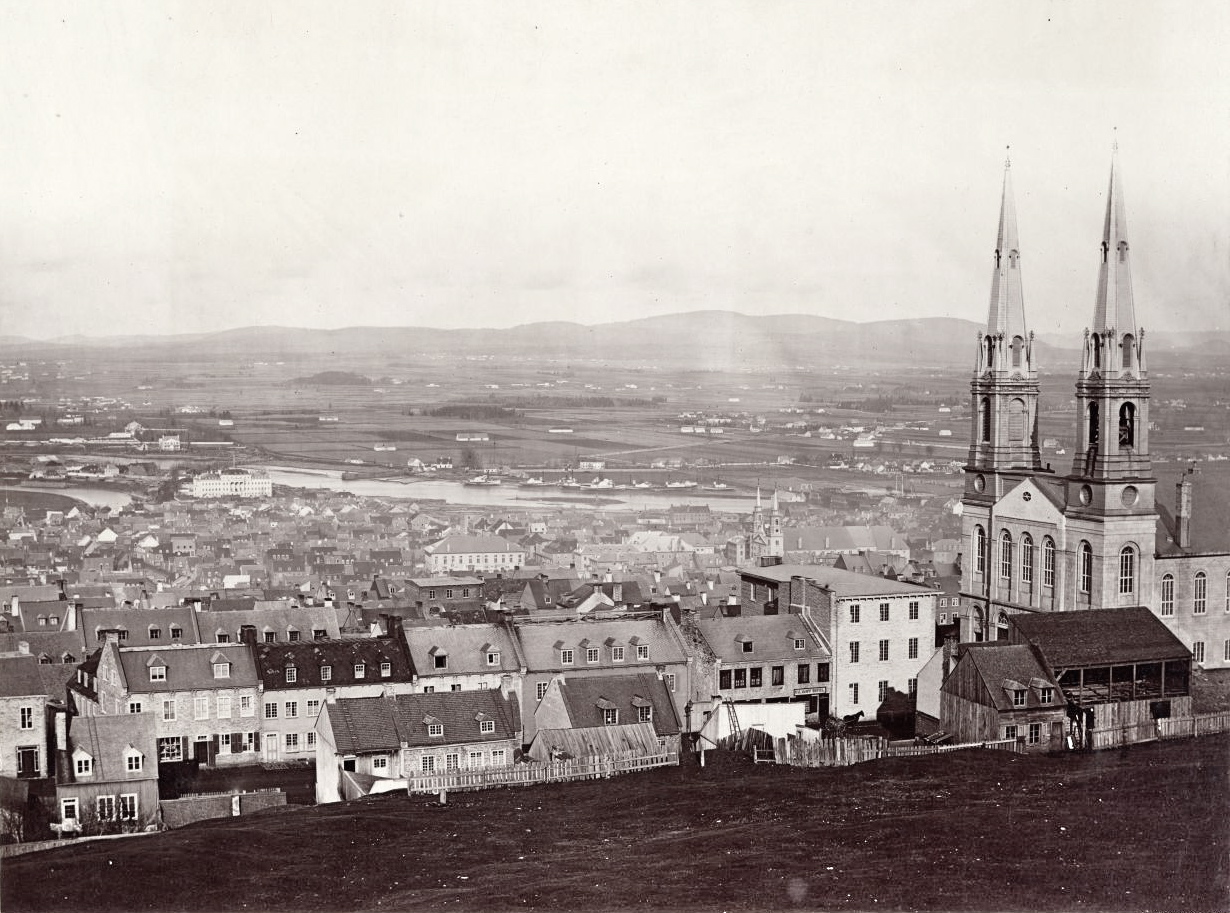
L'église Saint-Jean-Baptiste vers 1858.

Après 1780, le faubourg commence à se redévelopper en dépendance du bourg de Québec. En 1783, les religieuses de l'Hôtel-Dieu confient à l'arpenteur Vondenvelden la subdivision des terrains, qui opte pour un plan orthogonal (les rues se coupent à angle droit) et jette ainsi la base de la trame urbaine future du quartier. En 1795, le faubourg Saint-Jean compte 230 ménages et quelque 170 demeures. En 1795, on compte 1245 résidents dans le faubourg. Le quartier se développe principalement au XIXe siècle. En 1840, il compte plus de 9000 résidents,.   
Le faubourg Saint-Louis se développe dans la première moitié du XIXe siècle, au sud de la rue Saint-Patrick. La population qui s'y installe est modeste, et se compose de familles d’origine irlandaise, arrivées à Québec dans les années 1830 et qui s'installent dans les rues Scott, O’Connell (nommée en l'honneur du patriote irlandais Daniel O'Connell), Saint-Patrick et adjacentes.    
Trois incendies importants détruisent la majeure partie des habitations en 1845, 1876 et en 1881 tant dans le faubourg Saint-Jean que le faubourg Saint-Louis. Le premier incendie, le plus important, se déclare le 28 juin 1845 à 11 heures du soir rue d'Aiguillon. Deux églises, trois écoles et près de 1.300 maisons sont détruites; on évalue les pertes à six millions de dollars. Trois incendies moins dévastateurs se déroulent les 27 juin 1861, 7 juin 1862 (tous deux aux environs de la rue Scott, et qui détruisent respectivement 57 et 95 maisons) et 20 juillet 1867; ils illustrent un problème récurrent dans le faubourg: le service d'aqueduc ne fonctionne pas, et les pompes ne peuvent pas amener suffisamment l'eau vers la haute-ville. Le deuxième incendie d'importance se déclare le 30 mai 1876, dans une écurie de la rue Scott. Près de 26 arpents sont rasés, 500 maisons disparaissent laissant 3 000 personnes sans abris.  L'incendie du 8 juin 1881 rase l'église Saint-Jean-Baptiste, détruit 1200 maisons et fait 5000 sinistrés. 
Le marché Berthelot, implanté en 1825, permet aux faubourgs Saint-Jean et Saint-Louis de devenir davantage autonomes par rapport à la cité à l'intérieur des fortifications, et davantage avec les agrandissements de ce marché en 1852 et 1866. À cette époque, l'Association des zouaves de Québec promeut les valeurs catholiques. 

### Transformation urbaine
Au cours des années 1950 et 1960, le paysage urbain du faubourg Saint-Louis est complètement transformé avec la modernisation de la Cité parlementaire du gouvernement du Québec. Le mouvement communautaire marque les années 1970 et 1980 avec la fondation de dizaines de coopératives d’habitation et d’alimentation ainsi que de comités de citoyens dédiés à diverses causes progressistes.

## Démographie

### Évolution entre 1871 et 1941
Entre 1871 et 1941, la population du quartier passe de 15 658 à 25 463 habitants. Le taux moyen annuel de natalité oscille entre 35,8 pour mille (en 1871) et 42,1 pour mille (1911), pour finir à 21,2 pour mille entre 1931 et 1941. 

### Situation actuelle
Lors du recensement de 2016, le portrait démographique du quartier était le suivant : 
- sa population représentait 8,6 % de celle de l'arrondissement et 1,7 % de celle de la ville ;
- le quartier compte 5 775 ménages, dont 64% sont constitués d'une seule personne, 25,7 % de deux personnes, 6,3 % de trois personnes, et 4 % de quatre personnes et plus ;
- les couples sans enfant représentent 61 % des familles du quartier ;
- les personnes âgées de moins de 25 ans représentent 17,6 % de la population du quartier (contre 25,5 % à l'échelle de la ville), et les personnes âgées de 65 ans et plus représentent 23,2 % (contre 20,6 % à l'échelle de la ville) ;
- l'âge moyen des résidents est de 45,9 ans tandis que celui à l'échelle de la ville était de 43,2 ans ;
- la majorité des résidents sont locataires (77,1 %, contre 46,6 % à l'échelle de la ville). Le parc immobilier est relativement ancien: 61,4 % des logements du quartier datent de 1960 ou avant ;
- les résidents du quartier ont un taux de scolarisation plus élevé que la moyenne de la ville: 45,2 % des résidents possèdent un certificat, un diplôme ou un grade universitaire équivalent au baccalauréat ou supérieur, contre 25,7 % à l'échelle de la ville ;
- taux d'activité de 66,2 % et taux de chômage de 7,5 % ;
- revenu moyen brut des 15 ans et plus : 40 966 CAN$.

| 1871   | 1881   | 1891   | 1901   | 1911   | 1921   | 1931   | 1941   | 1996  |
| ------ | ------ | ------ | ------ | ------ | ------ | ------ | ------ | ----- |
| 15 658 | 16 140 | 15 229 | 17 541 | 17 300 | 23 226 | 23 551 | 25 463 | 8 080 |

| 2001  | 2006  | 2011  | 2016  | 2021  | - | - | - | - |
| ----- | ----- | ----- | ----- | ----- | - | - | - | - |
| 8 760 | 9 045 | 8 670 | 9 245 | 8 725 | - | - | - | - |

## Politique et administration
Au conseil municipal de Québec, le quartier est inclus dans le District de Cap-aux-Diamants. 
Aux élections municipales de 2021, Mélissa Coulombe-Leduc est élue pour Québec forte et fière.
Aux élections municipales de 2017, Jean Rousseau est élu conseiller municipal du district Cap-aux-Diamants avec 40,69% des voix, et prend la succession d'Anne Guérette, pour le parti Démocratie Québec.  
En matière de démocratie de proximité, les citoyens du quartier sont représentés par le conseil de quartier de Saint-Jean-Baptiste. Au sein de la Ville de Québec, les conseils de quartier émettent des recommandations sur les projets de modification aux règlements d’urbanisme dans le quartier ou tout projet touchant le quartier qui leur est soumis par la Ville; tenir des séances de consultation publique; transmettre leur avis au conseil de la ville ou au conseil d’arrondissement sur toute matière concernant le quartier; bonifier l’offre de services et contribuer à la planification ou la mise en œuvre d’un projet municipal touchant le quartier. Le conseil de quartier de Saint-Jean-Baptiste promeut un développement selon les principes d'écoquartier urbain.

## Monuments et architecture

### Patrimoine urbain
L'hétérogénéité domine dans le quartier Saint-Jean-Baptiste, et l'on distingue aisément l'architecture du secteur nord du quartier, témoignant encore des gabarits postérieurs à l'incendie de 1845, de celle du secteur sud, dont l'architecture publique et institutionnelle s'appuie sur une trame plus aérée. On trouve dans la partie sud quelques édifices datant de la seconde moitié du XIXe siècle, principalement des maisons de deux, trois et quatre étages, construites en bordure du trottoir et dont le recouvrement est fait de briques. Bien que le Conseil municipal ait interdit d'employer le bois comme matériau de construction après l'incendie de 1845, cela ne fut pas respecté, et le patrimoine bâti de Saint-Jean-Baptiste est le reflet de trois incendies majeurs survenus au XIXe siècle. L'incendie de 1881 a rasé la plupart des maisons du faubourg, à l'exception de quelques maisons à l'est de la côte Sainte-Geneviève. Il ne subsiste aujourd'hui plus de maisons de bois à un ou deux étages antérieures à 1845. 

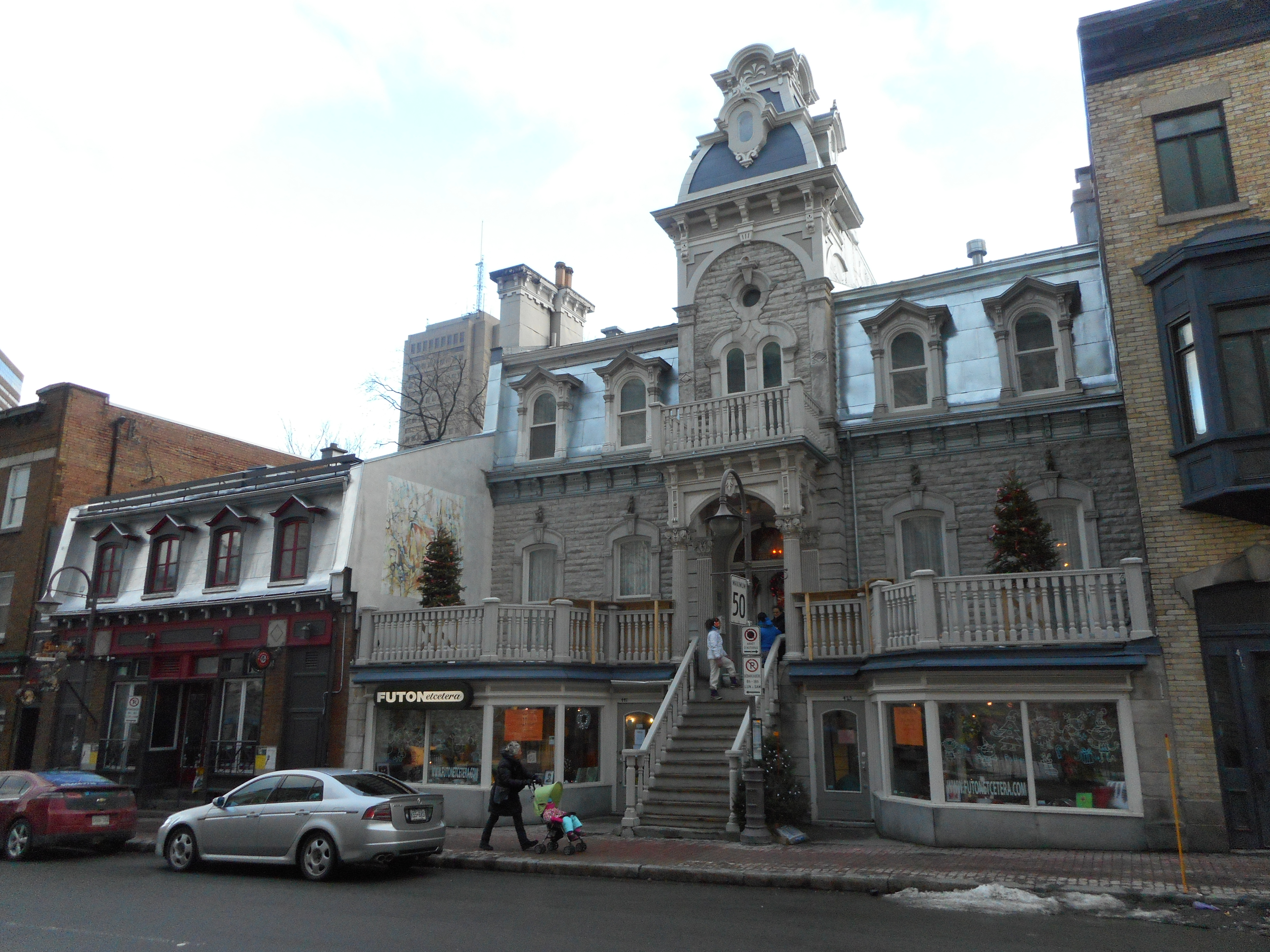
Le 429, rue Saint-Jean (Château du faubourg).

L'immeuble à toit plat, apparu vers 1900, forme l'architecture dominante du quartier, et a remplacé progressivement les toits brisés ou à deux versants, afin de pouvoir aménager des logements au troisième étage. Ces immeubles à logements multiples répondent à la densification du quartier à l'aube du XXe siècle. 
Parmi les édifices intéressants, on peut noter :
- l'épicerie J. A. Moisan, construite en 1871[28] ;
- l'immeuble du Claridge[29] ;
- le château du faubourg.

### Patrimoine religieux

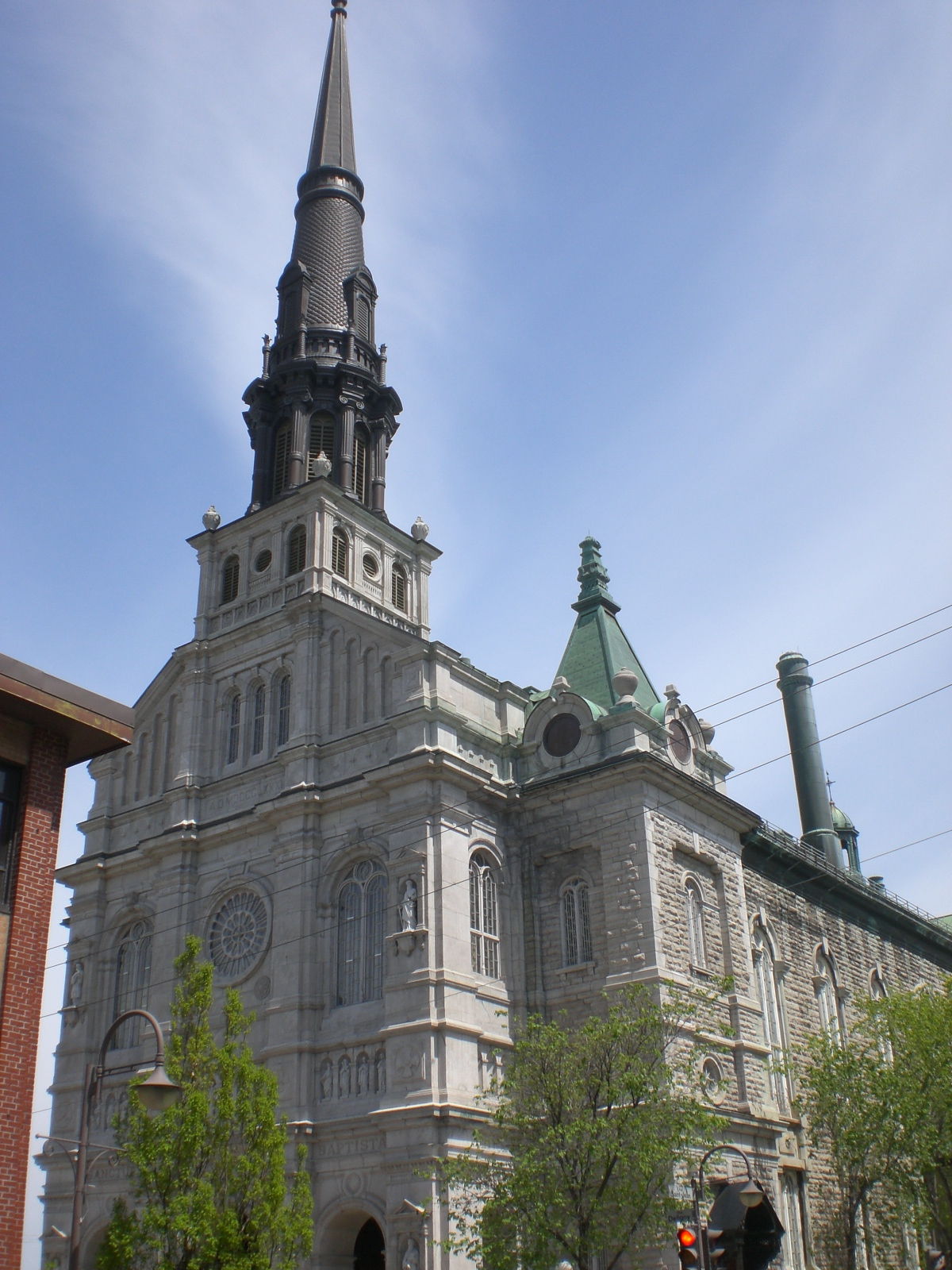
Église Saint-Jean-Baptiste

Les principaux édifices religieux d'intérêt patrimonial comprennent :
- Église Saint-Jean-Baptiste de Québec (1884), classée monument historique en 1991[30] ; l'église est fermée au public depuis 2015[31]. Le Comité du patrimoine Saint-Jean-Baptiste, formé dans les années 1970, vise à assurer la protection, la conservation et la restauration des biens culturels du quartier. Il exerce des actions afin de faire reconnaître ou classer certains bâtiments et objets de la culture matérielle. Il organisait au sein de l'Église des expositions qui attiraient quelque 10 000 visiteurs chaque année[32].
- Ancienne église Saint-Vincent-de-Paul[33] (1951, fermée en 1987). Elle a été démolie vers 2006, seule la façade restant debout. La démolition de celle-ci fait l'objet d'un débat entre d'un côté un promoteur immobilier et le maire de Québec Régis Labeaume, en faveur de la démolition, et le ministère de la Culture qui veut l'intégrer à un nouvel édifice[34]. Le patro Saint-Vincent-de-Paul a finalement été détruit en février 2010 afin de commencer la construction d'un hôtel. Cependant, en 2019, rien n'a changé et le problème de ce terrain est actuellement devant la justice[35] ;
- Cimetière St. Matthew (1772), premier cimetière protestant de Québec ;
- L'ancienne église St. Matthew[36] (1849), plusieurs fois agrandie et modifiée, transformée en bibliothèque municipale en 1979. Cette bibliothèque, rénovée en 2016-2017[37], porte le nom de Bibliothèque Claire-Martin depuis 2017. Le cimetière et l'église sont classés monuments historiques sous le nom d'Enclos paroissial Saint-Matthew[38].
- Église de l'Annonciation (orthodoxe grecque)[39] ;
- Église St. Patrick, desservant les catholiques de langue anglaise. Une deuxième église St. Patrick, située sur la Grande-Allée, a succédé en 1914 à la première du nom, localisée dans le Vieux-Québec. Elle fut démolie dans les années 1980 pour faire place à un complexe immobilier et l'église actuelle a été construite tout près, donnant sur la rue Salaberry.
- Ancienne chapelle des Franciscaines[40] aujourd'hui transformé en complexe de condos L'Étoile[41] ;
- Chapelle du Bon-Pasteur[42].

### Autres édifices
- Place Hauteville[43], avec l'édifice du Delta et ses 107 m de haut ;
- Centre des congrès de Québec ;
- 150 René-Lévesque Est[44], surnommé édifice banque Nationale, 80 m de haut ;
- Tour Martello no 4[45].

### Escaliers
De nombreux escaliers, relient la haute-ville à la basse-ville à Québec, cinq relient le quartier à  celui de Saint-Roch, en bas de la falaise :
- l’escalier Lavigueur. La rue Lavigueur est perchée au haut de la falaise et offre une vue sur les Laurentides[4] ;
- l’escalier Badelard dont la côte elle-même a sa petite histoire[48] ;
- l’escalier du faubourg et son ascenseur à côté ;
- l’escalier de la Chapelle qui passe au pied de la Méduse ;
- l’escalier Lépine, du nom de l'entreprise funéraire qui était autrefois au bas de l'escalier.

D'autres escaliers jalonnent le quartier comme celui rue Claire-Fontaine ou celui de la Coop L'Escalier.

## Portrait du quartier

### Urbanisme

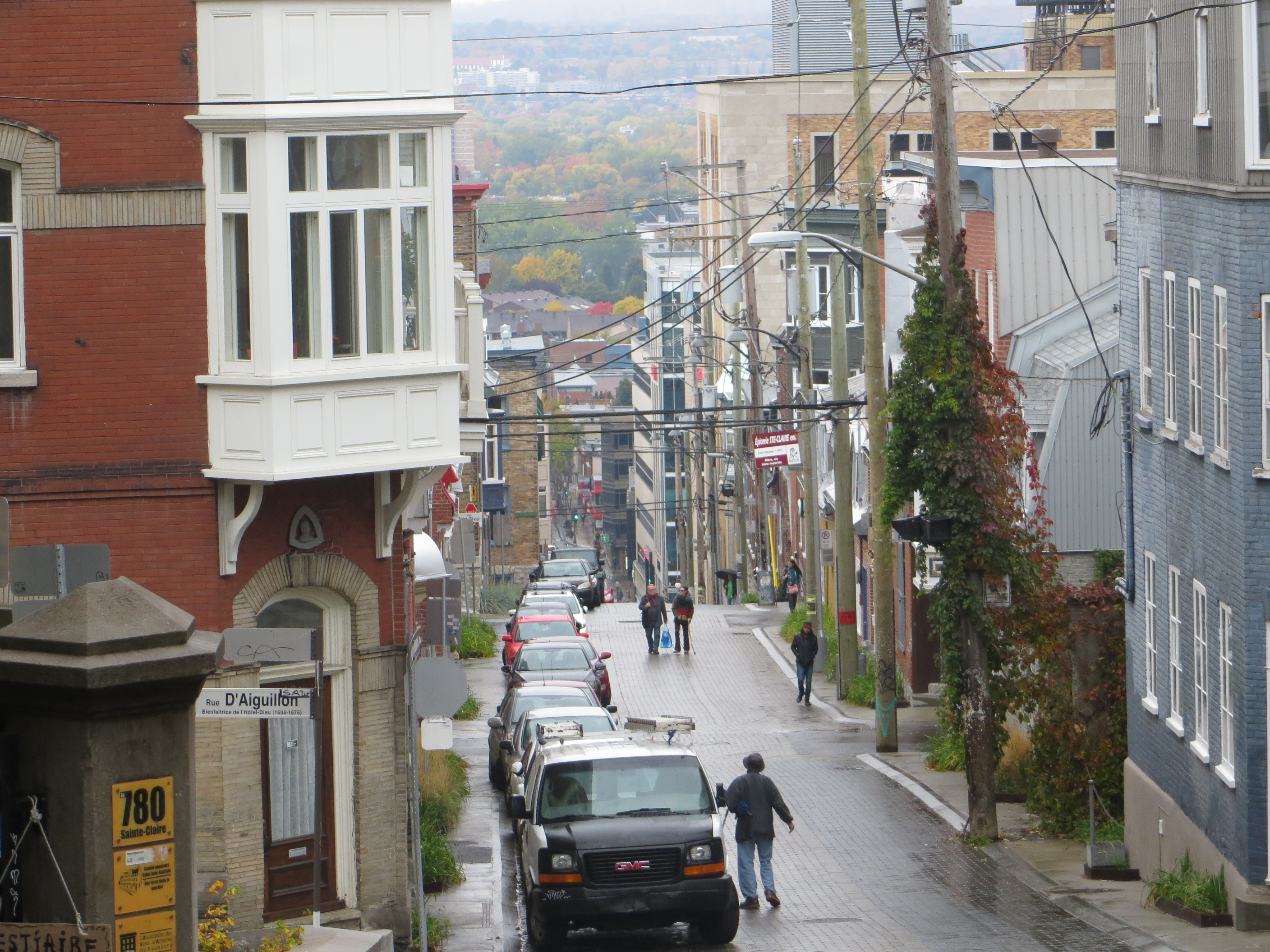
Rue Sainte-Claire

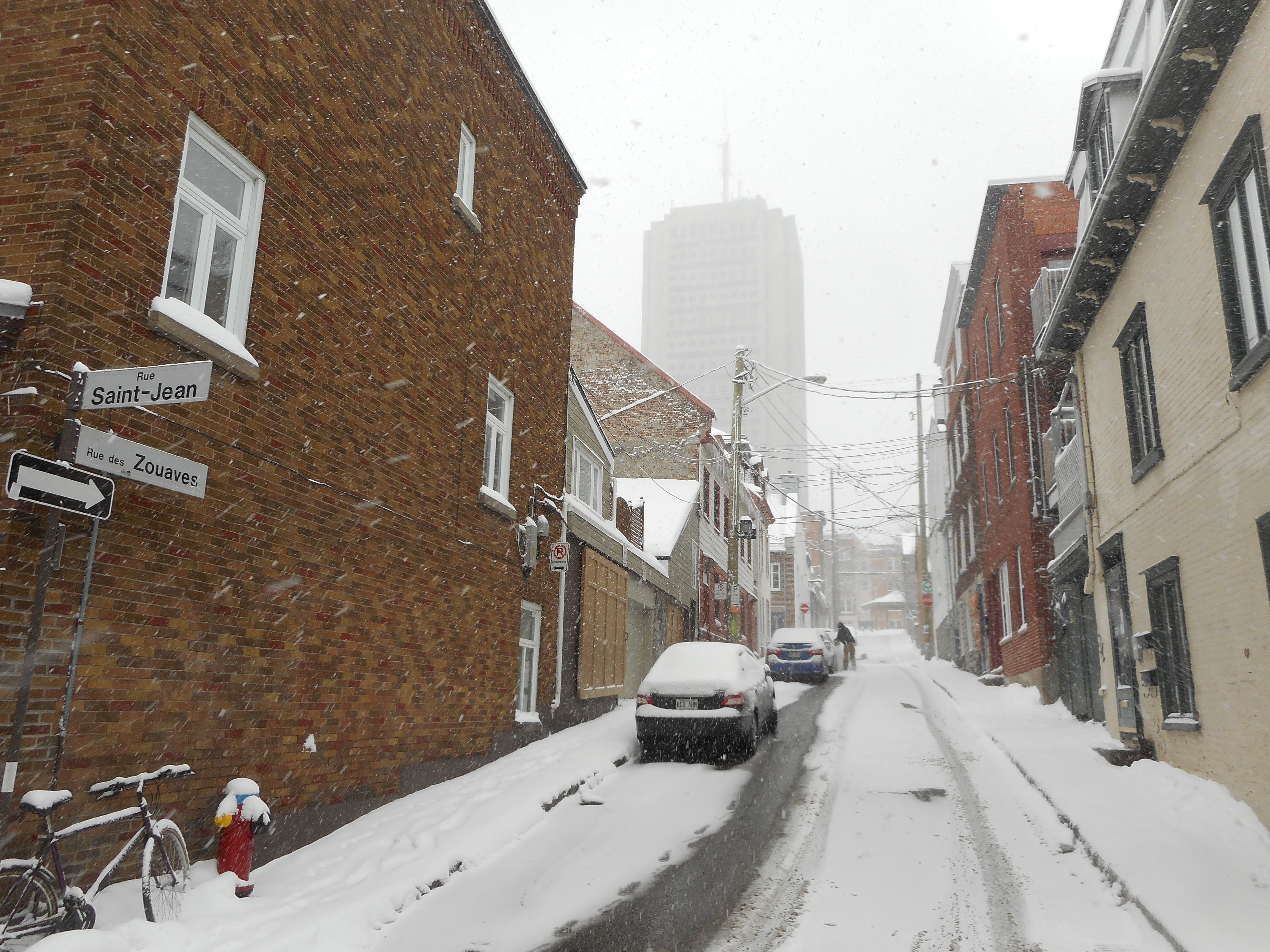
La rue des Zouaves, qui rappelle les zouaves pontificaux canadiens.

Le quartier est centré autour de l'église Saint Jean Baptiste. Les deux axes routiers dans le sens est-ouest offrent des aspects contrastants. La rue Saint-Jean est une rue commerciale animée bordée de boutiques, bars et cafés. Le quartier a une image bohème, est animé et ouvert à la diversité. Le boulevard René-Lévesque est une large avenue où se retrouvent de grands hôtels, des édifices à bureaux et des institutions comme le Grand Théâtre, le Centre des congrès de Québec et l'hôtel Hilton Québec.
Le cadre bâti résidentiel se caractérise par la présence de logettes et de portes cochères. Plusieurs commerces de proximité traditionnels demeurent dans le quartier, par exemple les dépanneurs de coin de rue.
Une particularité du quartier, il existe une rue partagée sur la rue Sainte-Claire.

#### Parcs, espaces verts et loisirs
- parc de l'Amérique-Française (Boul. René-Lévesque Est, rue Claire-Fontaine), a déjà servi pour des activités du festival d'été de Québec, du Carnaval de Québec ou du Carrefour de théâtre ;
- parc Berthelot (Rue Saint-Patrick, rue Berthelot), propose des jeux d'eau aux enfants à la belle saison ;
- parc Lockwell (Avenue De Salaberry, rue Lockwell), a son œuvre d'art, Car (ou Les ados de Mio) de Réjean Migneault ;
- parc Scott (Rue Saint-Patrick, rue Scott), une fresque s'y trouve ;
- parc Richelieu (Rue Richelieu, rues Sainte-Claire et Sainte-Marie), les chiens y sont acceptés et on y retrouve aussi un site de compostage ;
- parc St-Matthew (Rue Saint-Jean, rue Saint-Augustin et Saint-Joachim), ancien cimetière protestant.

#### Problématiques environnementales et sanitaires

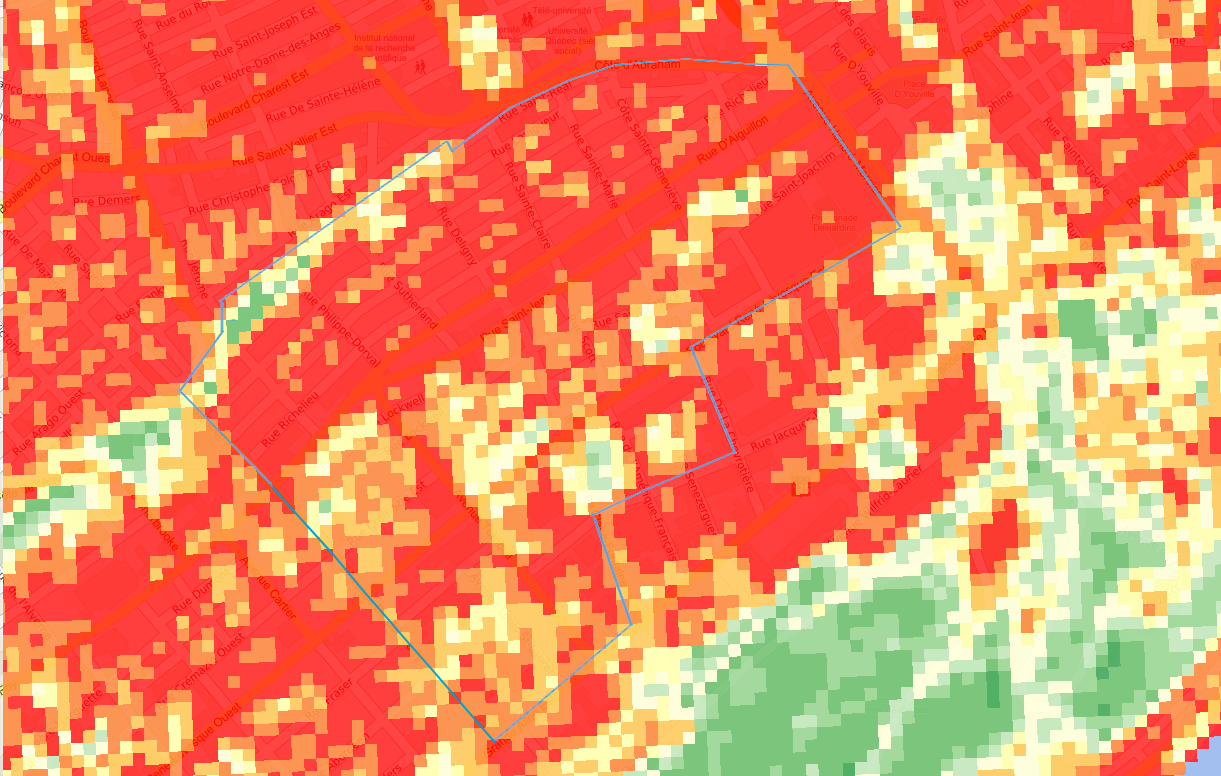
Carte des îlots de chaleur et de fraîcheur dans le quartier Saint-Jean-Baptiste de Québec

Comme d'autres quartiers de Québec, Saint-Jean-Baptiste est aux prises avec le phénomène des îlots de chaleur urbains. À partir des données collectées et compilées par l'INSPQ et le CERFO en 2015, il est possible d'observer que la rue Saint-Jean, dont une grande section traverse le quartier, est au centre d'une zone qui subit intensément le phénomène d'îlot de chaleur. Une carte des zones les plus chaudes montre qu'il n'existe que très peu d'endroits dans le quartier qui ne subissent pas le phénomène. Seule une mince zone correspondant au Parc Badelard (au nord du quartier) peut être considérée comme îlot de fraîcheur.  

### Culture

#### Musées, théâtres et lieux d'expositions

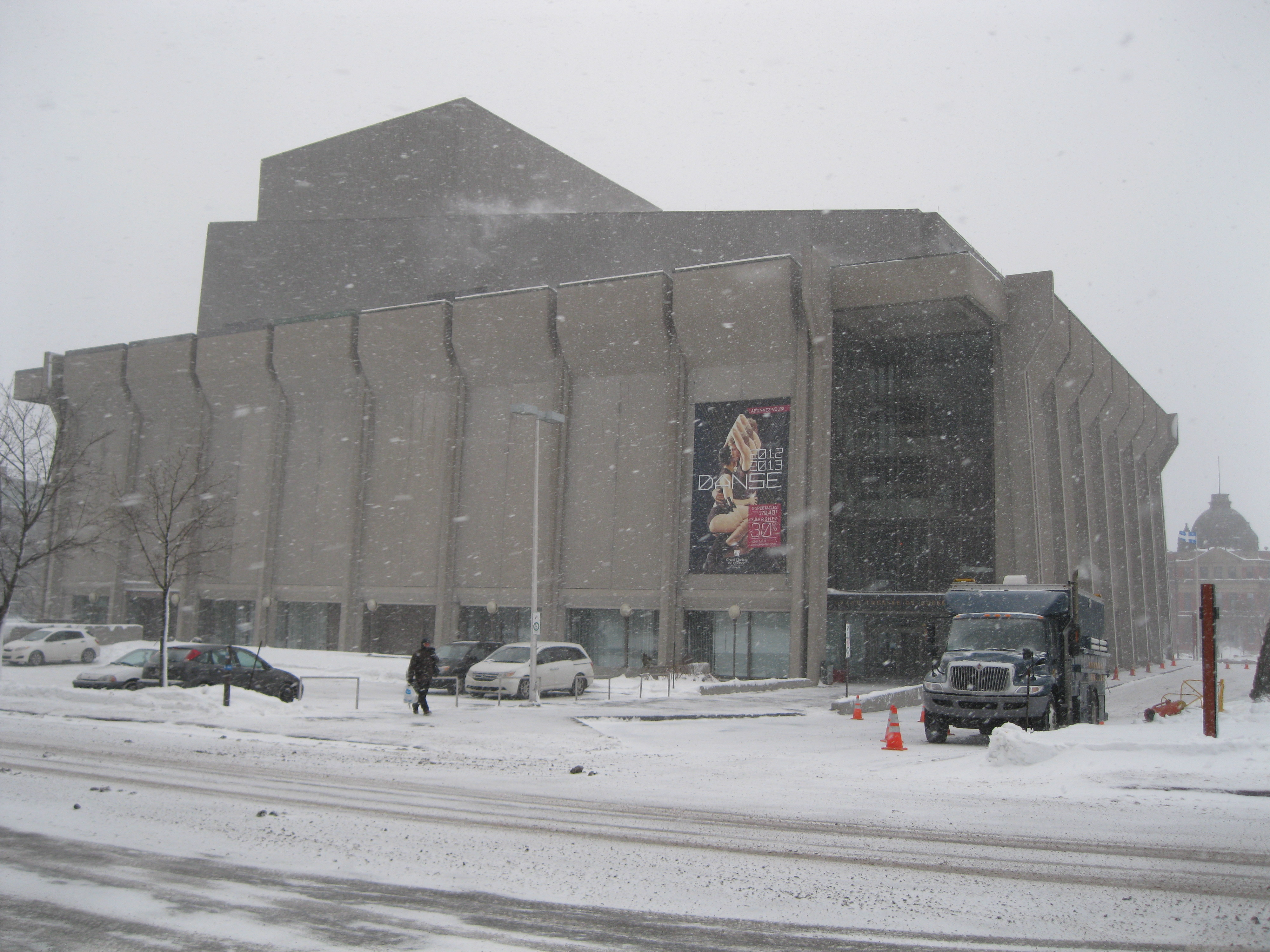
Grand Théâtre de Québec

Plusieurs institutions se trouvent sur le territoire du quartier Saint-Jean-Baptiste. Parmi celles-ci, on peut citer:
- Le Grand Théâtre de Québec ;
- Le Théâtre du Trident ;
- Le Théâtre Périscope, occupant l'édifice de l'ancienne synagogue Beth Israël Ohev Sholem[52] ;
- Bibliothèque Claire-Martin[53], (ancienne église anglicane St. Matthew), rue Saint-Jean

#### Art public

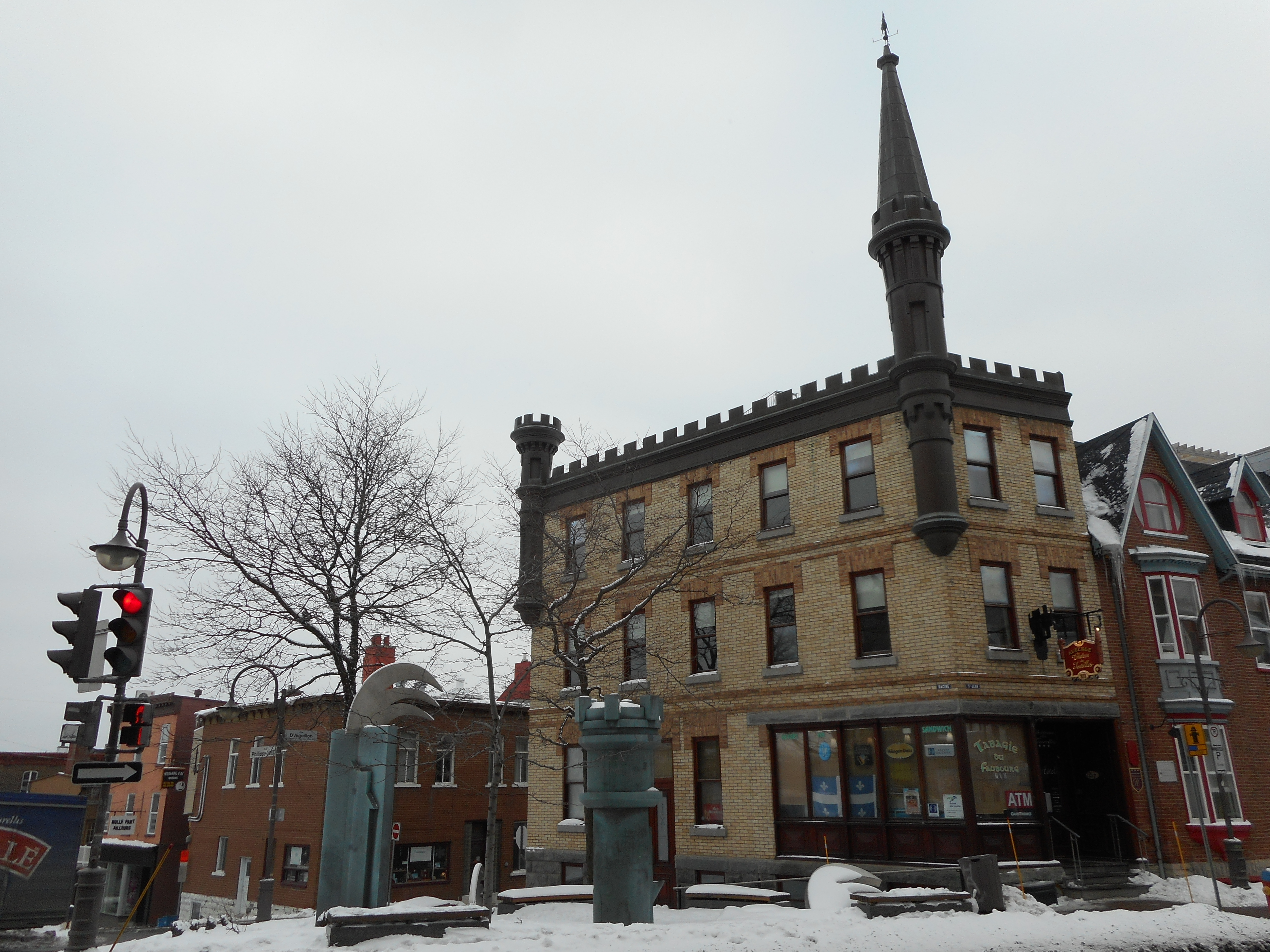
Place du Faubourg (croisement des rues Saint-Jean et d'Aiguillon.)

Petit répertoire des œuvres d'art public du quartier, :
- La petite liseuse de Lewis Pagé (entrée cimetière Saint-Matthews)
- Si...ou Le penseur de Mio de Réjean Migneault (devant le presbytère de l'église Saint-Jean-Baptiste)
- Dispute philosophique de Lewis Pagé (devant le Grand-Théâtre)
- Place du Faubourg de François C.Robidoux (croisement Saint-Jean et rue d'Aiguillon)
- Car (ou Les ados de Mio) de Réjean Migneault dans le parc Lockwell
- S'arracher une âme de nos âmes de Michel Bois en façade du théâtre Périscope
- Les vents déferlants de Paul Béliveau sur l'avenue Honoré-Mercier
- Monument Alphonse-et-Dorimène-Desjardins de Pascale Archambault sur la place du Hilton
- Quatuor Dairain de Lucienne Cornet devant le centre des congrès de Québec

Le loup de Phelipe Soldevila sur "l’Îlot St-Vincent" (2017)

Quelques fresques ou murales, parfois des graphes artistiques, ornent les murs du quartier. Ils ont l'avantage de limiter les graffitis indésirables, un problème récurrent du quartier. Ce genre d’œuvre d'art devrait plus facilement voir le jour dans les prochaines années grâce un assouplissement des règles de la ville de Québec
- parc Scott, œuvre de deux coopératives d’habitation, s'y trouve depuis octobre 2014[58]
- parc Berthelot, œuvre de la maison des jeunes du quartier, y est depuis 2018[59]
- sur les murs de la quincaillerie Saint-Jean-Baptiste (succursale Home Hardware), celle sur Richelieu est du fait des élèves de l'école primaire du quartier[60], l'autre, donnant sur Sutherland, est l’œuvre de Cassandre Bernier seule[61]
- sur les murs du 461 rue Richelieu, l'entrepôt Conservatoire de musique et d'art dramatique du Québec
- sur les murs de la bâtisse La Seigneurie de Salaberry à l'angle de Richelieu.
- Plusieurs fresques de Phelipe Soldevila. On peut apercevoir le loup caractéristique de l’œuvre de cet artiste : une en bas de l'escalier de la Coop du même nom, une à l'école du quartier, dans une ruelle sur la côte d'Abraham et un peu plus haut dans le terrain vacant de l'ancienne église Saint-Vincent-de-Paul.

### Société
La rue Saint-Jean dans le quartier Saint-Jean-Baptiste est un lieu privilégié de la vie gaie à Québec , avec des établissements comme Le Drague, le St. Matthew’s et le Bloc 225. La fermeture d'établissements antérieurs comme le Ballon Rouge et l'Amour Sorcier ont toutefois atténué l'effervescence gaie dans le quartier. 

### Personnalités ayant vécu dans le quartier
Les plaques « Ici vécut » posées par la ville de Québec sur son territoire permettent de découvrir ceux qui ont marqué la petite comme la grande histoire du quartier. Parmi eux, plusieurs artistes et musiciens :
- Edmund Alleyn
- Henri Angers
- Johan Beetz
- Henriette Belley
- Robert Blatter
- Claire Bonenfant
- Lionel Boulet
- Jean-Philippe Dallaire
- Léon Dessane
- Jean-Octave Dussault
- William Bertam Edwards
- George William Ellisson
- Narcisse-Henri-Édouard Faucher de Saint-Maurice
- Joseph-Alexandre Gilbert
- Philippe Gingras
- Simone Hudon-Beaulac
- Pamphile Le May
- Maurice Malone
- Laurent Moisan
- Gérard Morisset
- Lewis Pagé
- Joseph-Ferdinand Peachy
- Françoise Picard-Jobin
- Maurice Pollack
- Berthe Roy
- Wilfrid Sauvageau
- Harry Staveley
- Joseph Vézina

### Saint-Jean-Baptiste dans la littérature
- les livres de Chrystine Brouillet, et son héroïne Maud Graham, évoquent le quartier[64]
- "Saint-Jambe" de Alice Guéricolas-Gagné[65]
- "Familles du Faubourg" de Lise Drolet[66]

### Événements

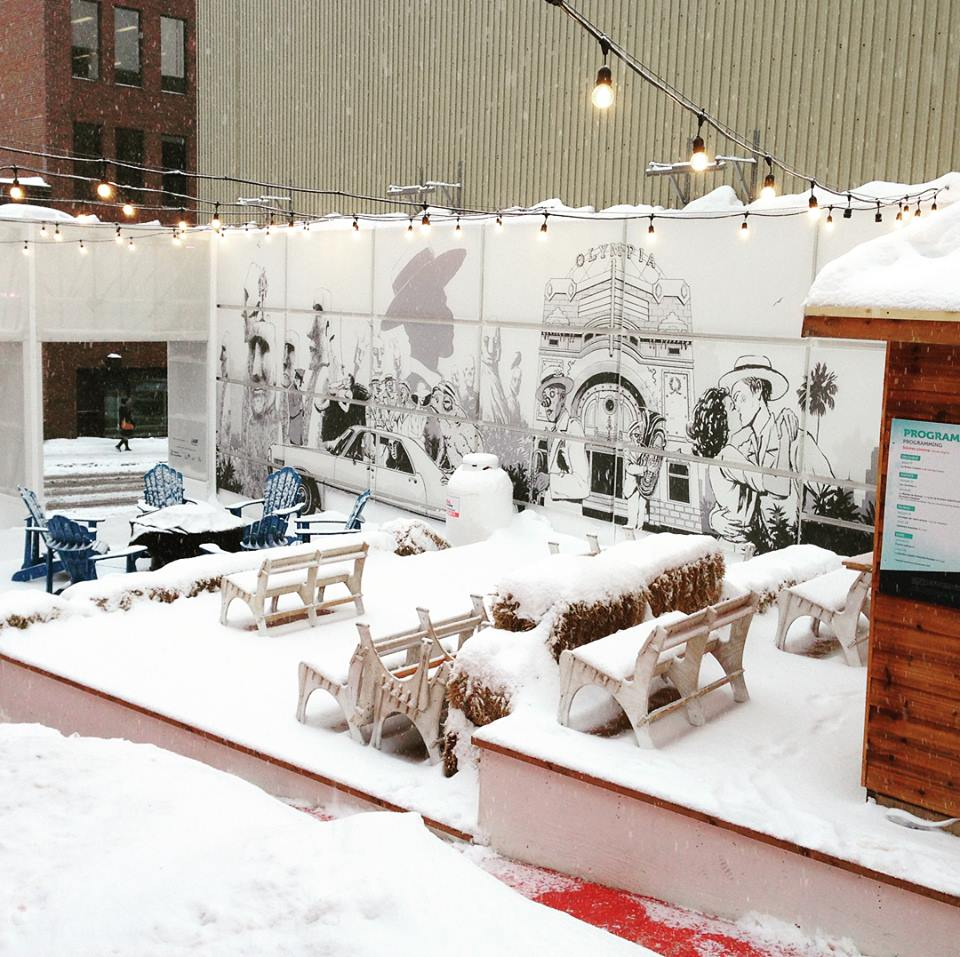
Passage Olympia

- La Fête arc-en-ciel de Québec, qui a lieu chaque année fin août depuis 1998, avec spectacles à la place D’Youville et dans les bars du quartier. Une journée communautaire sur la rue Saint-Jean qui attire 15 000 personnes en 2012[67].
- La fête du quartier Saint-Jean-Baptiste, dont la 30e édition s'est déroulée en 2019, organisée par la société de développement commercial du quartier depuis 2012[68]. Elle s'est associée à la Grande journée des petits entrepreneurs en 2018.
- Place éphémère au passage Olympia (jusqu'au moins en 2021): soirées cinéma, marché aux puces et autres festivités connexes. Son nom fait référence à celui d'un cinéma[69] qui était à cet emplacement
- la fête des voisins qui n'est pas très développée dans le quartier mais dont certain(e)s résident(e)s se sont tout de même appropriés la fête[70]
- le Carnaval de Québec[71] a, en 2019, permis l'organisation d'un hockey bottine[72]
- la Saint-Patrick dont le défilé passait autrefois sur la rue Saint-Jean passe désormais sur grande-allée (dont une petite portion est dans le quartier)[73]

## Éducation
Le quartier Saint-Jean-Baptiste compte plusieurs lieux d'enseignement, du primaire au post-secondaire. 
- Commission scolaire de la Capitale
  - École primaire Saint-Jean-Baptiste: l'école accueille 275 élèves, du préscolaire à la 6e année, et fait partie du réseau des Établissements verts Brundtland (EVB-CSQ).
- Central Québec School Board/Commission scolaire Central Québec
  - St. Patrick's High School
- Conservatoire de musique de Québec
- Collèges d'enseignement privé:
  - Collège Bart
  - Collège O'Sullivan
  - Collège radio télévision de Québec

Les services de garde sont assurés par le Centre de la petite enfance Coopérative Saint-Jean-Baptiste fondé en 1972. Une maison des jeunes sise sur la rue Saint-Gabriel offre des services à cette strate de la population.  

## Galerie de photographies

Le quartier Saint-Jean-Baptiste en images
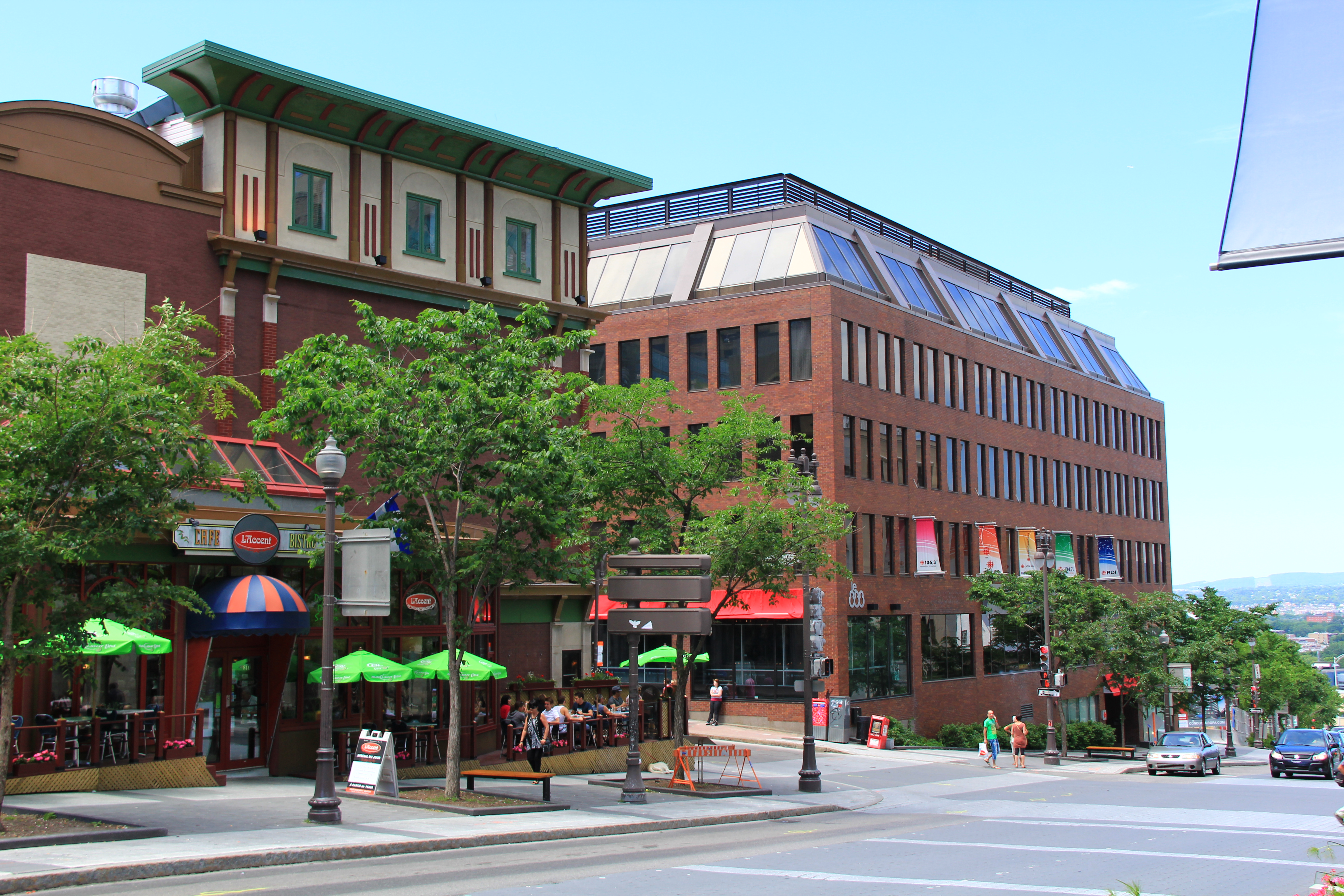
L'édifice Le 888 (à droite) abrite la maison Radio-Canada.
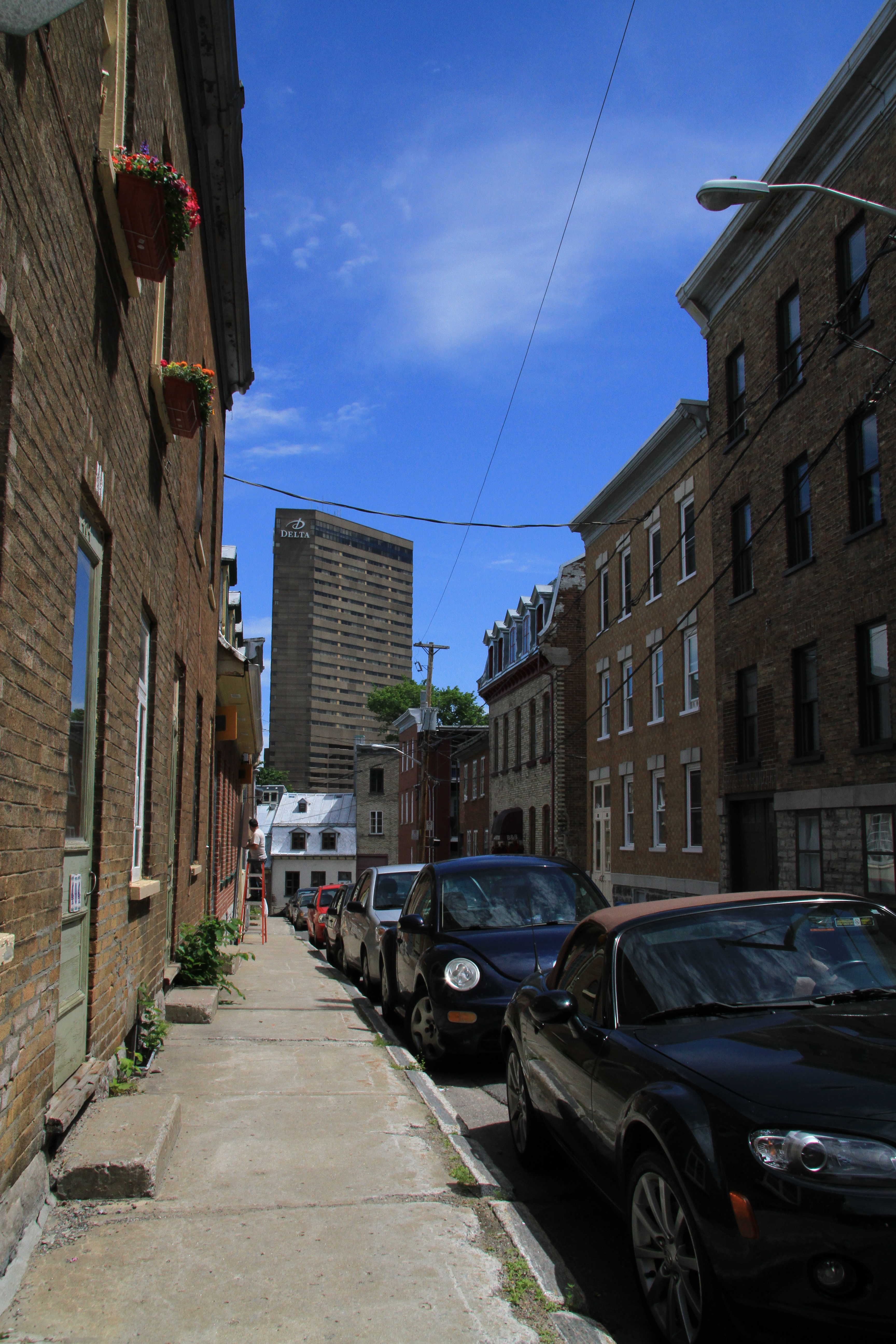
Vue de la rue Burton.
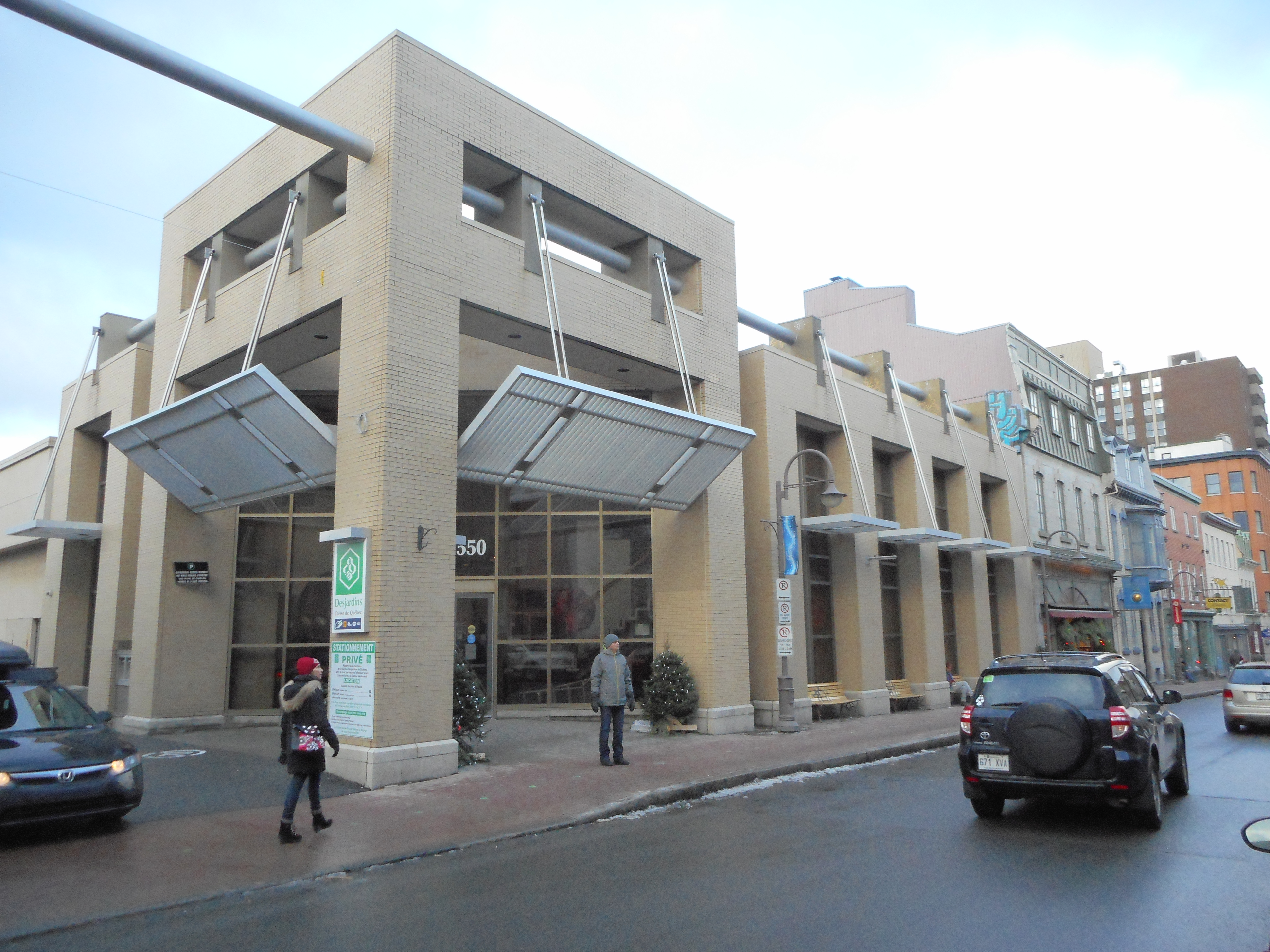
Caisse Desjardins sur la rue Saint-Jean.
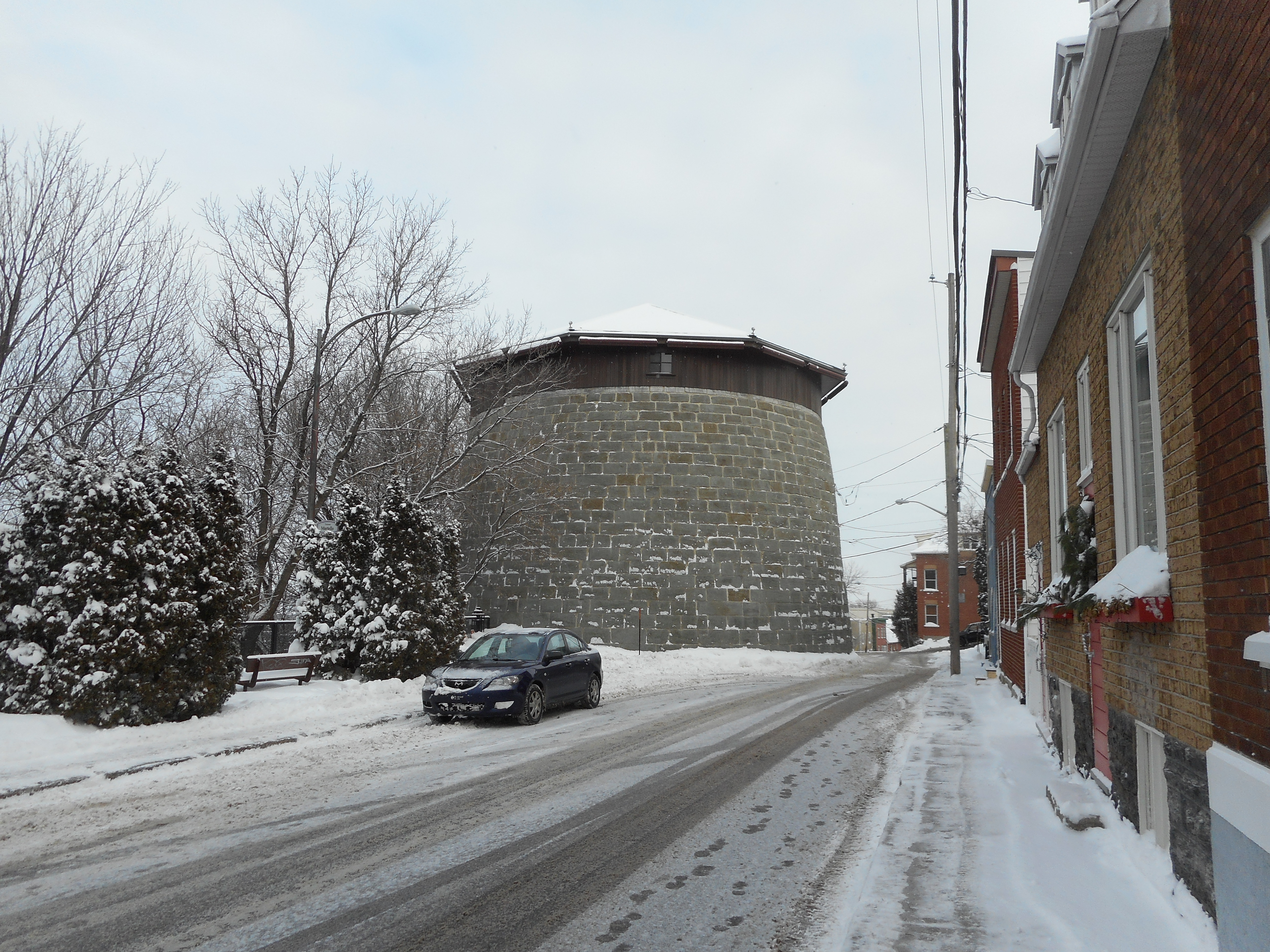
Tour Martello n. 4.
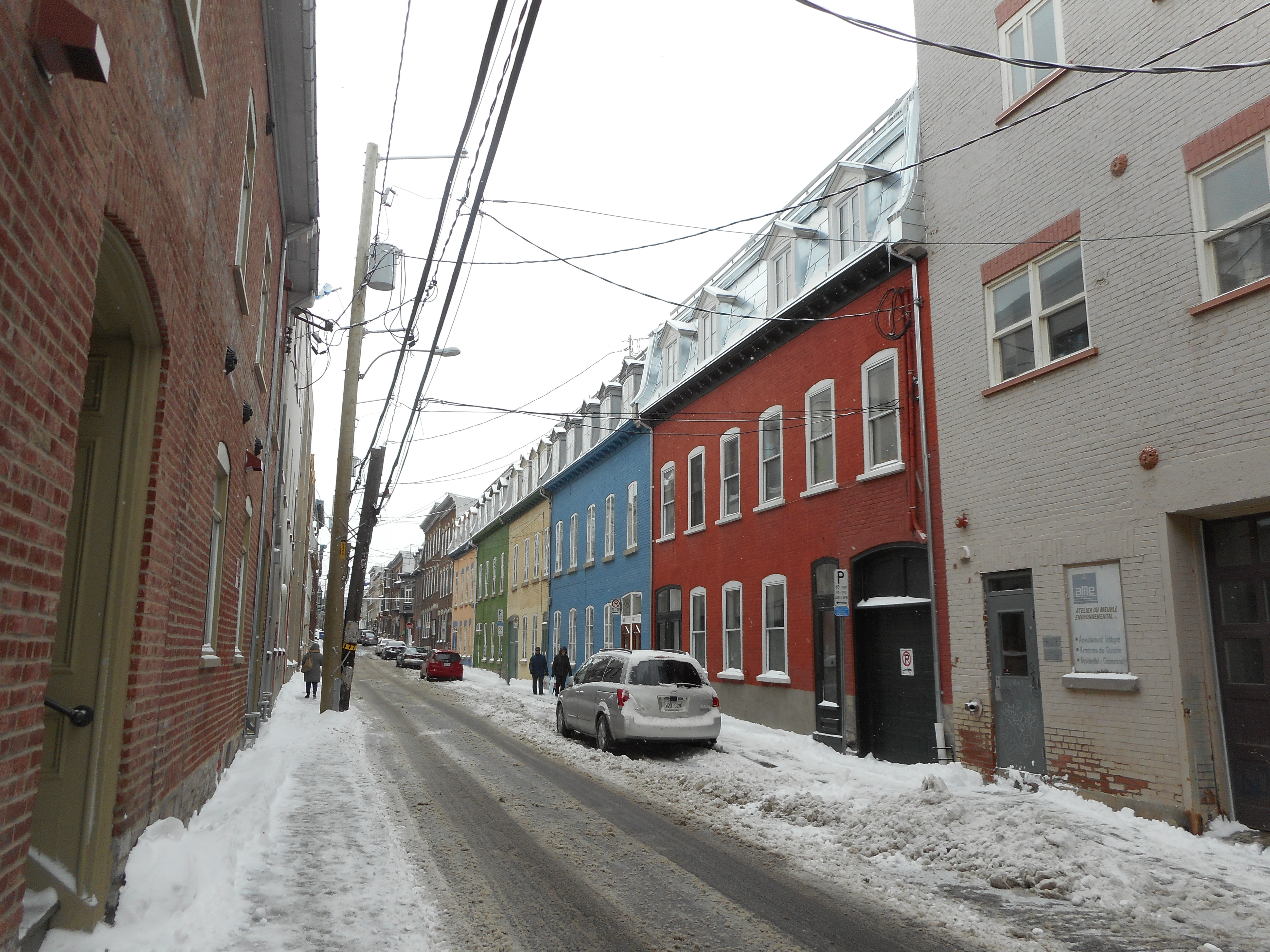
Sur la rue Richelieu.
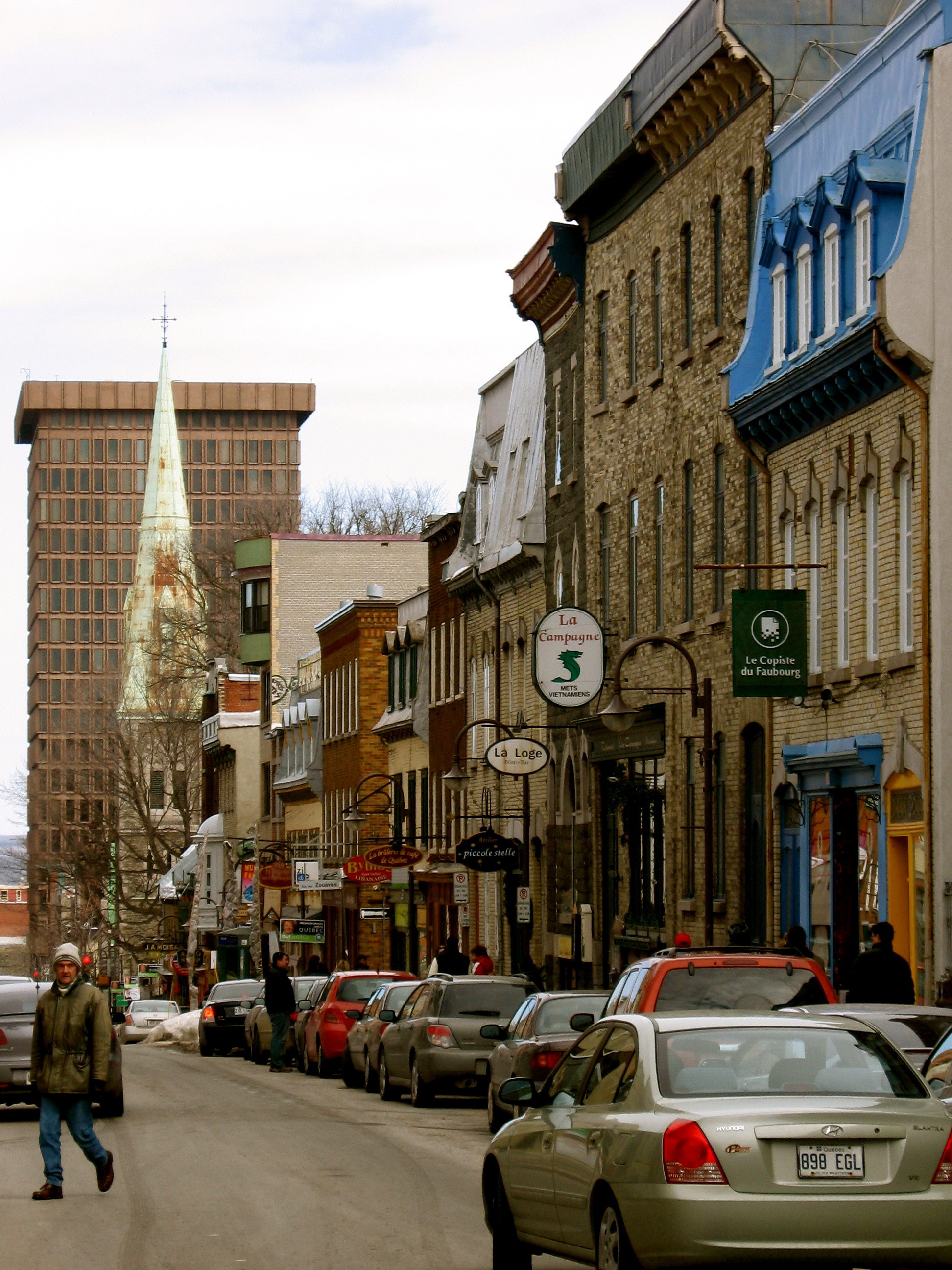
Rue Saint-Jean en 2008
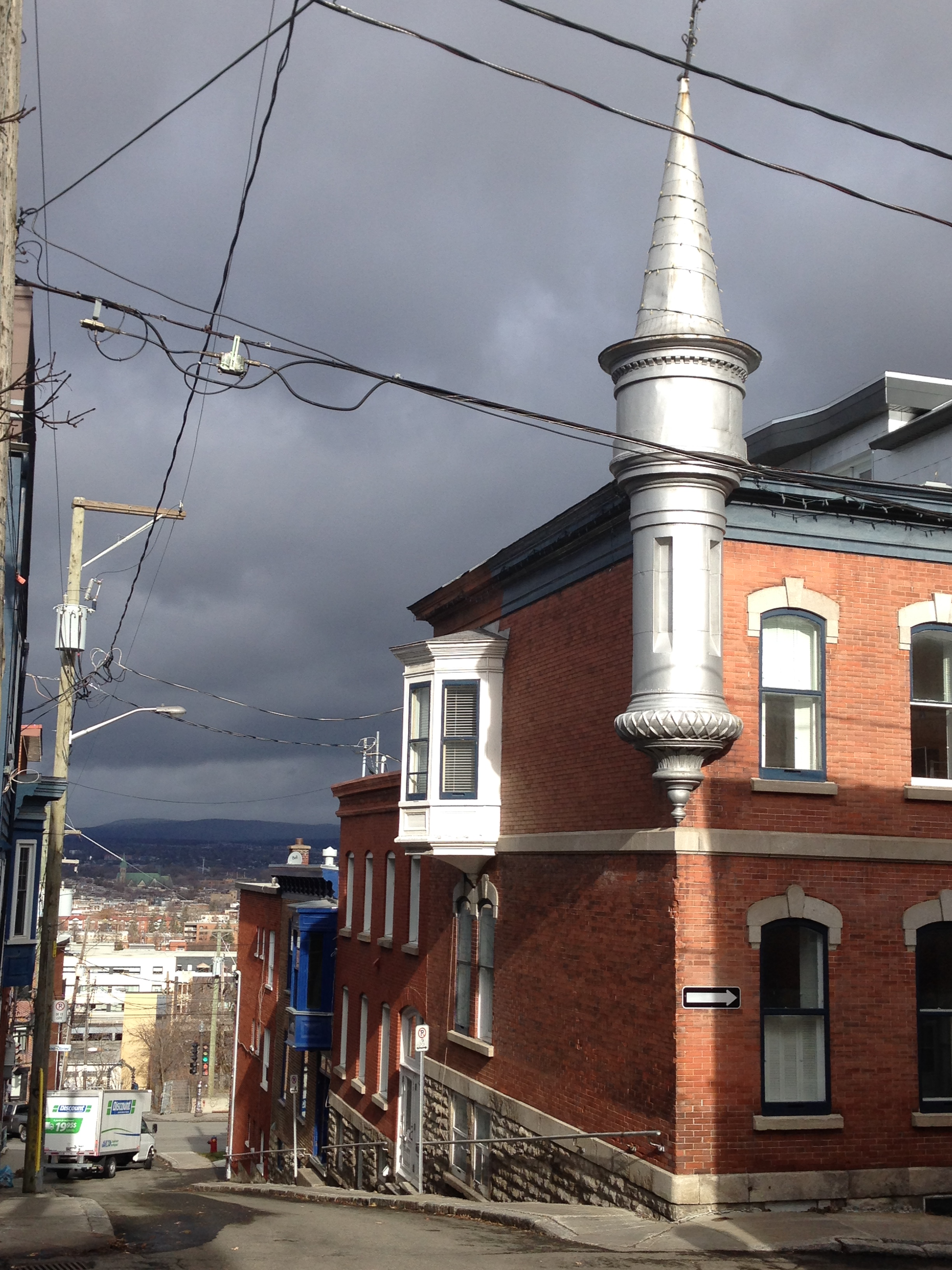
Rue Saint-Augustin
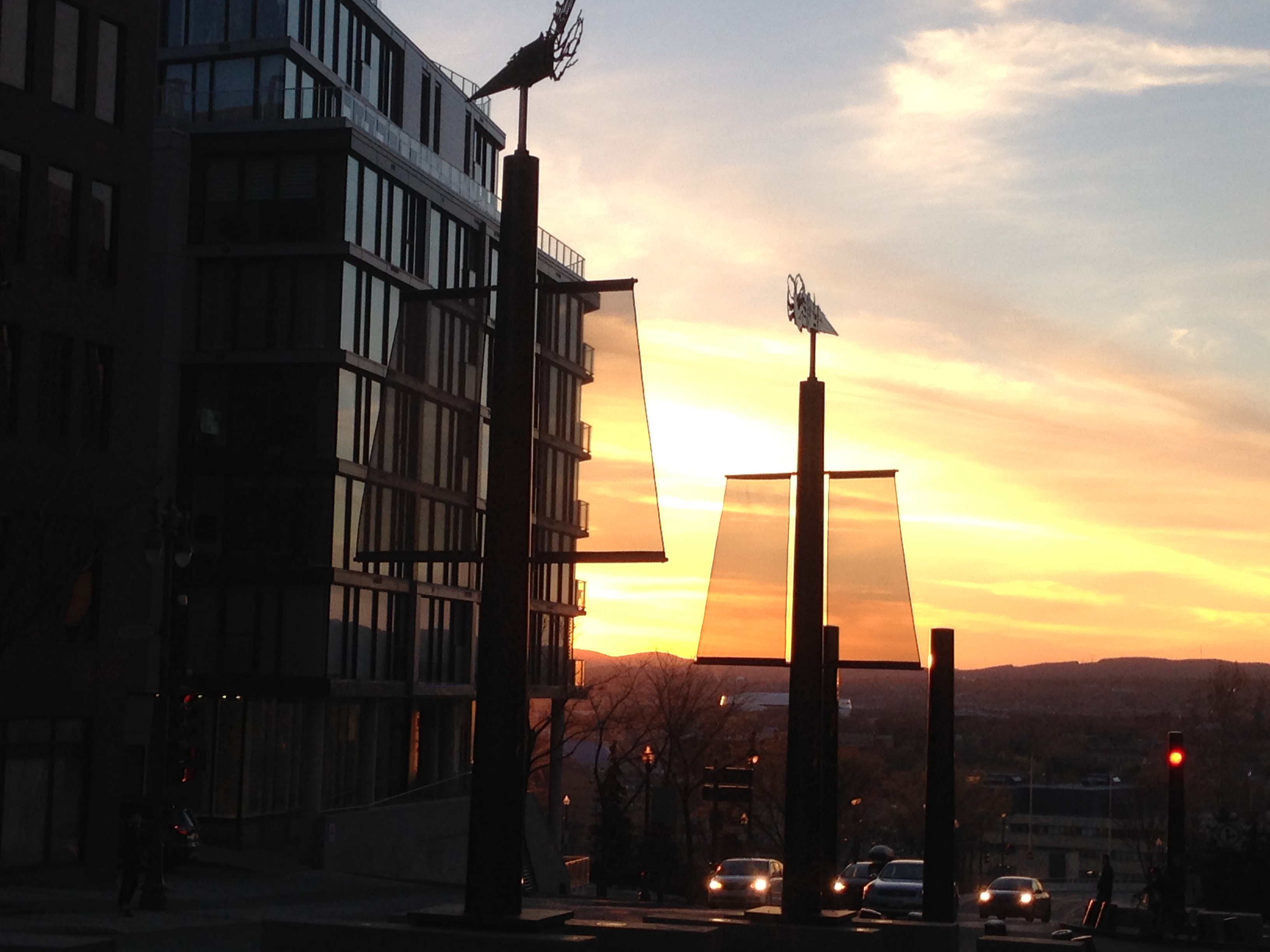
Coucher du soleil sur le 760 Honoré-Mercier et "Les vents déferlants"
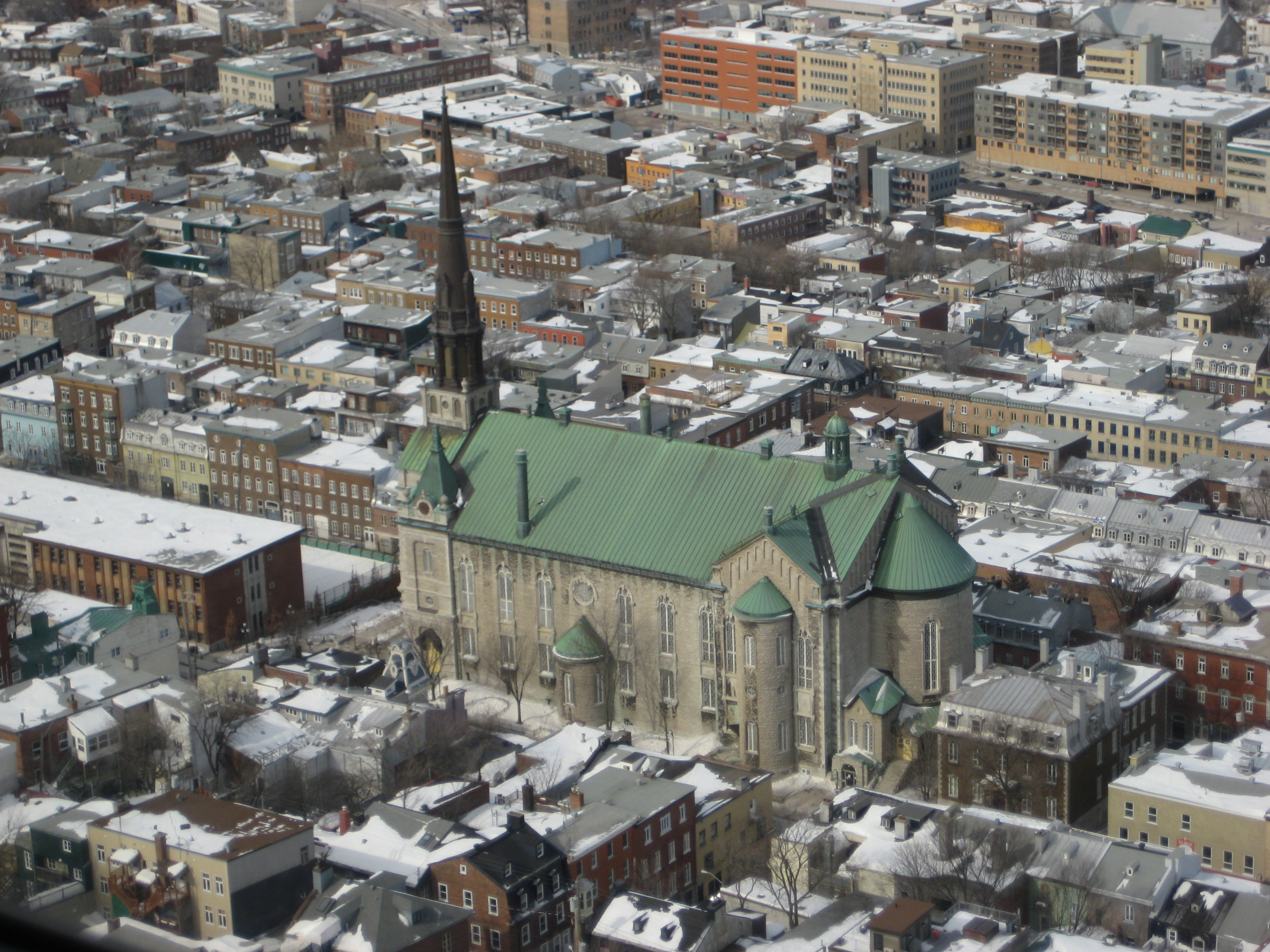
Église Saint-Jean-Baptiste en 2011
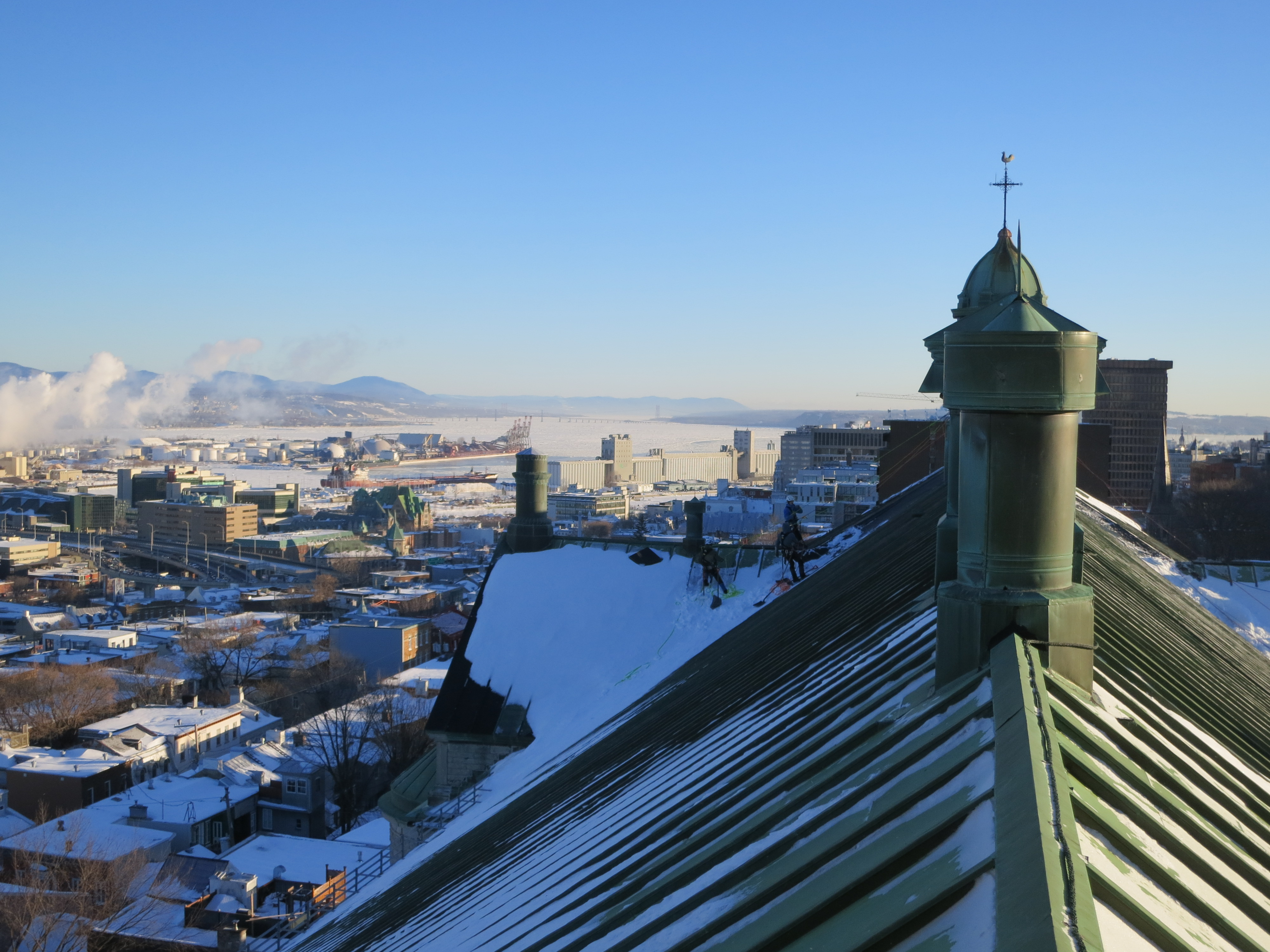
Vue sur la basse-ville du toit de l'église
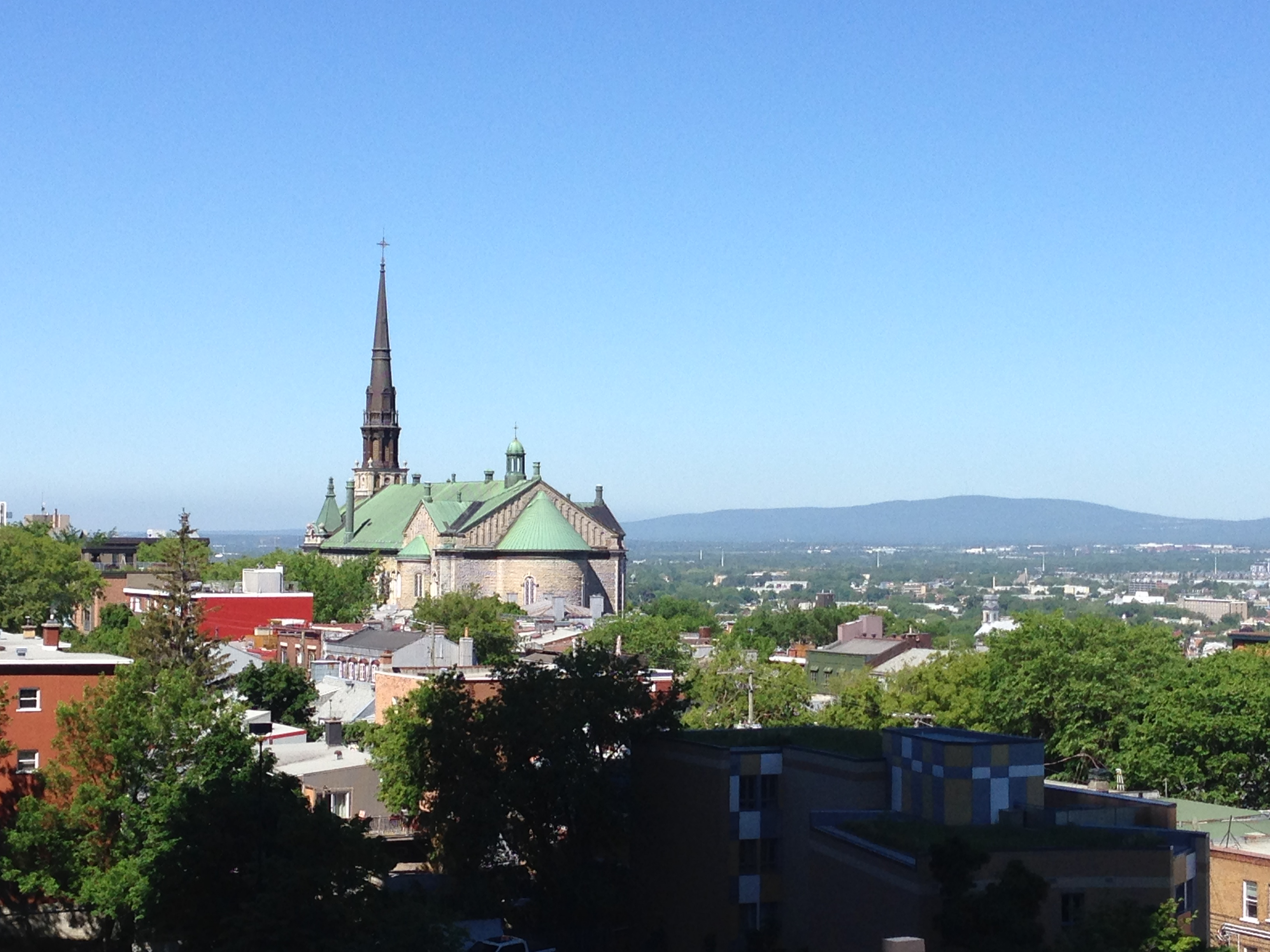
Vue sur le quartier du toit du centre des congrès
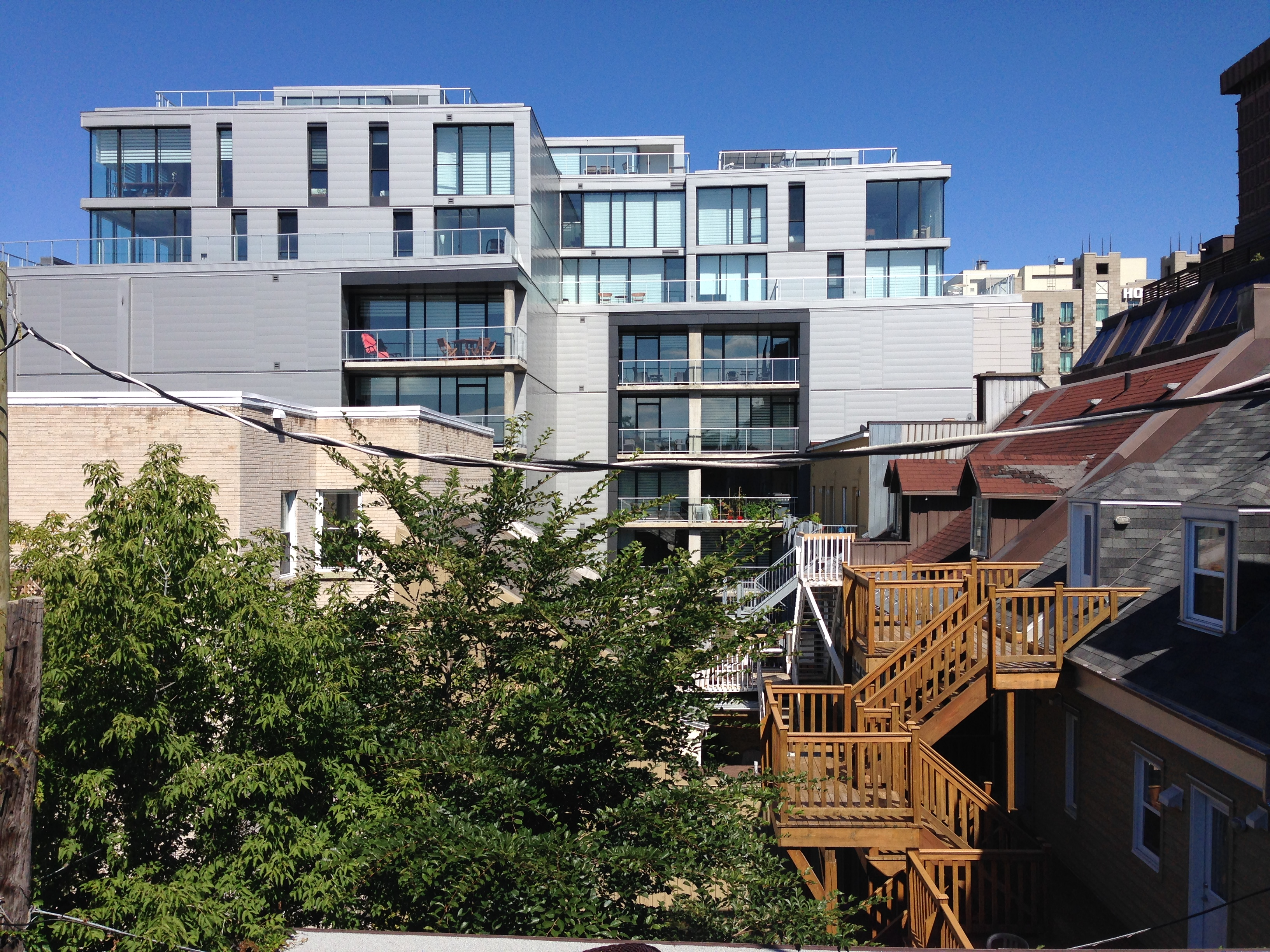
Le 760 Honoré-Mercier vu d'un toit dans le quartier
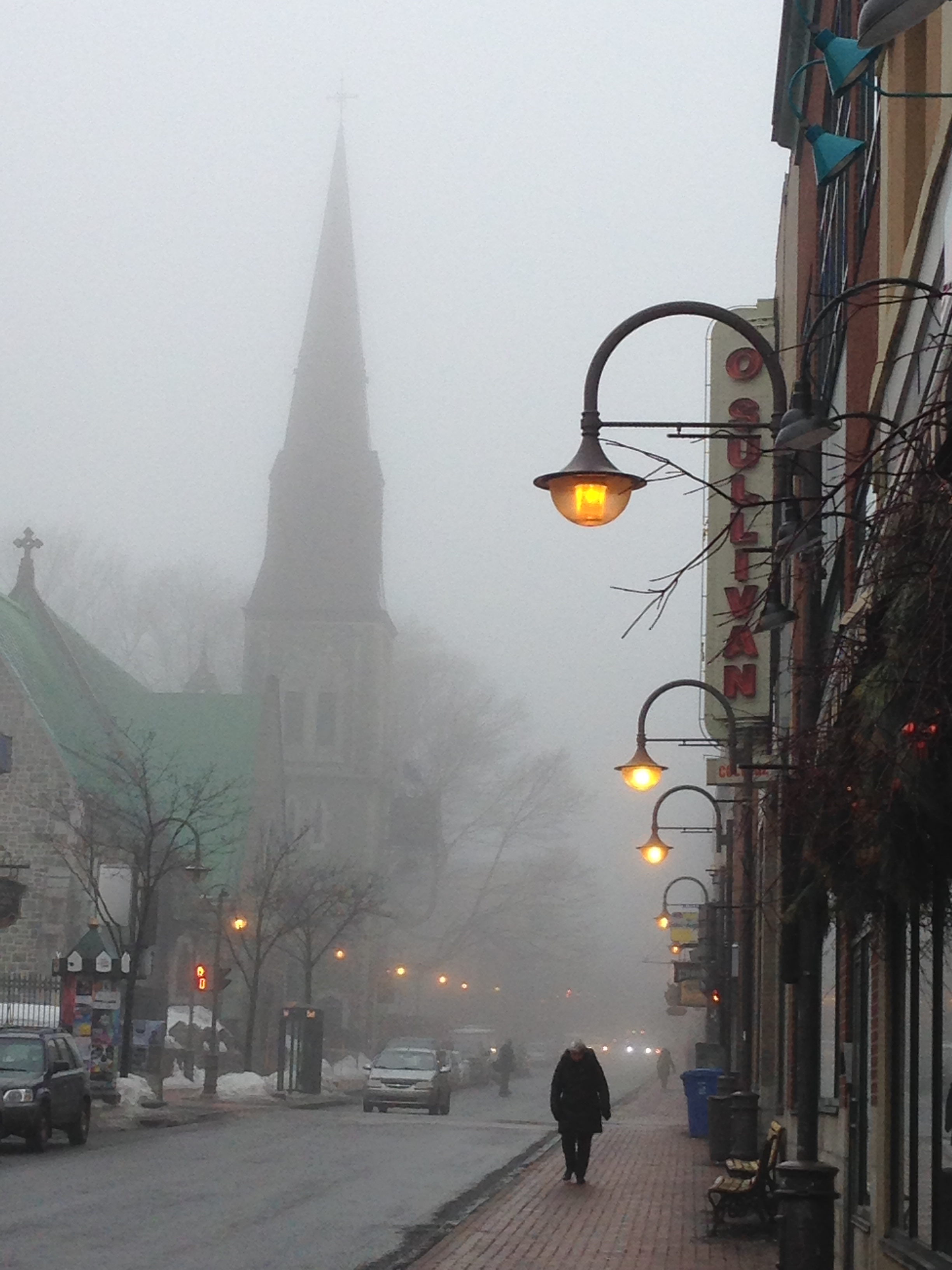
Journée de brouillard
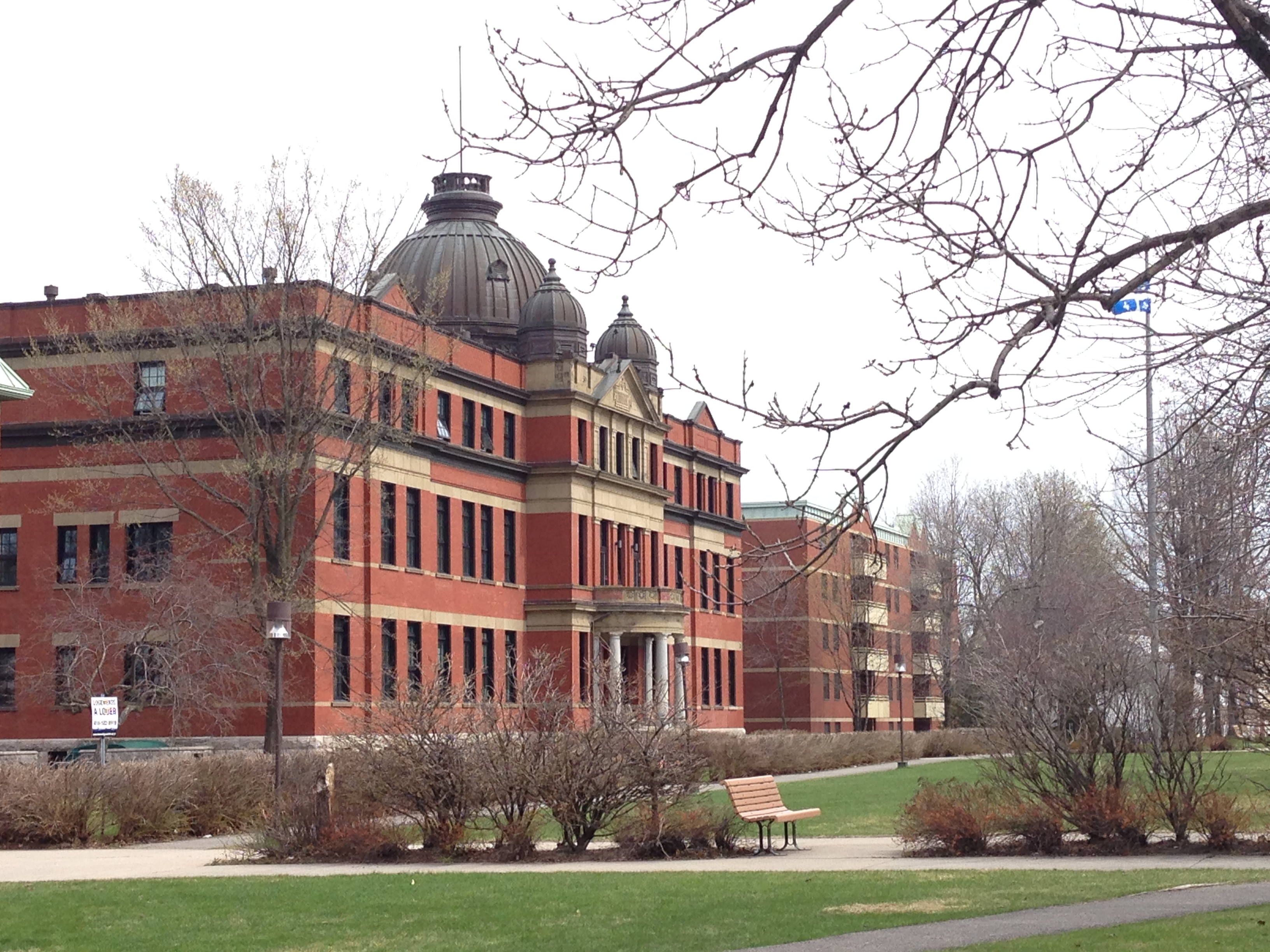
L'ancien Jeffrey Hall
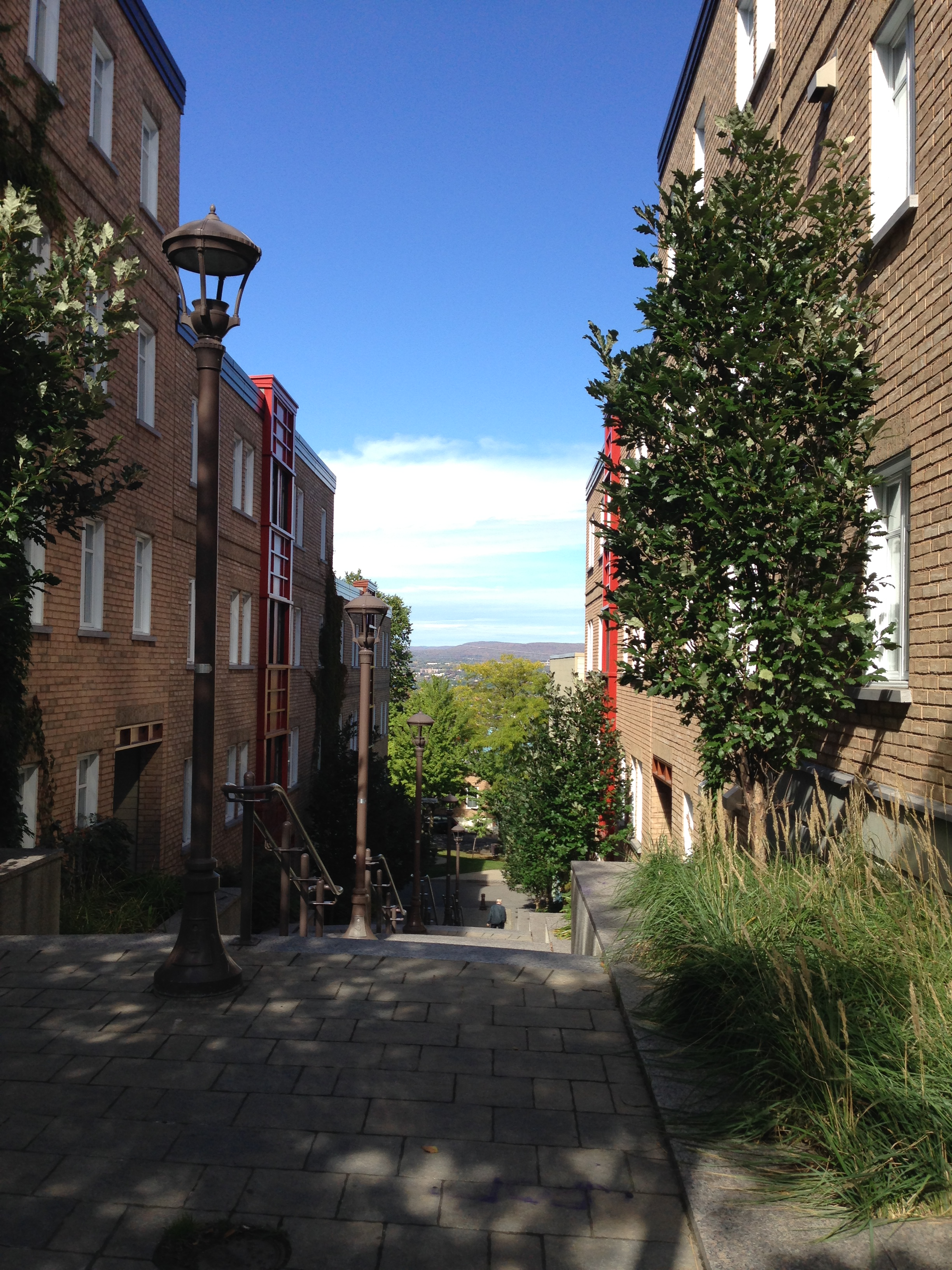
L'escalier vers le parc Berthelot
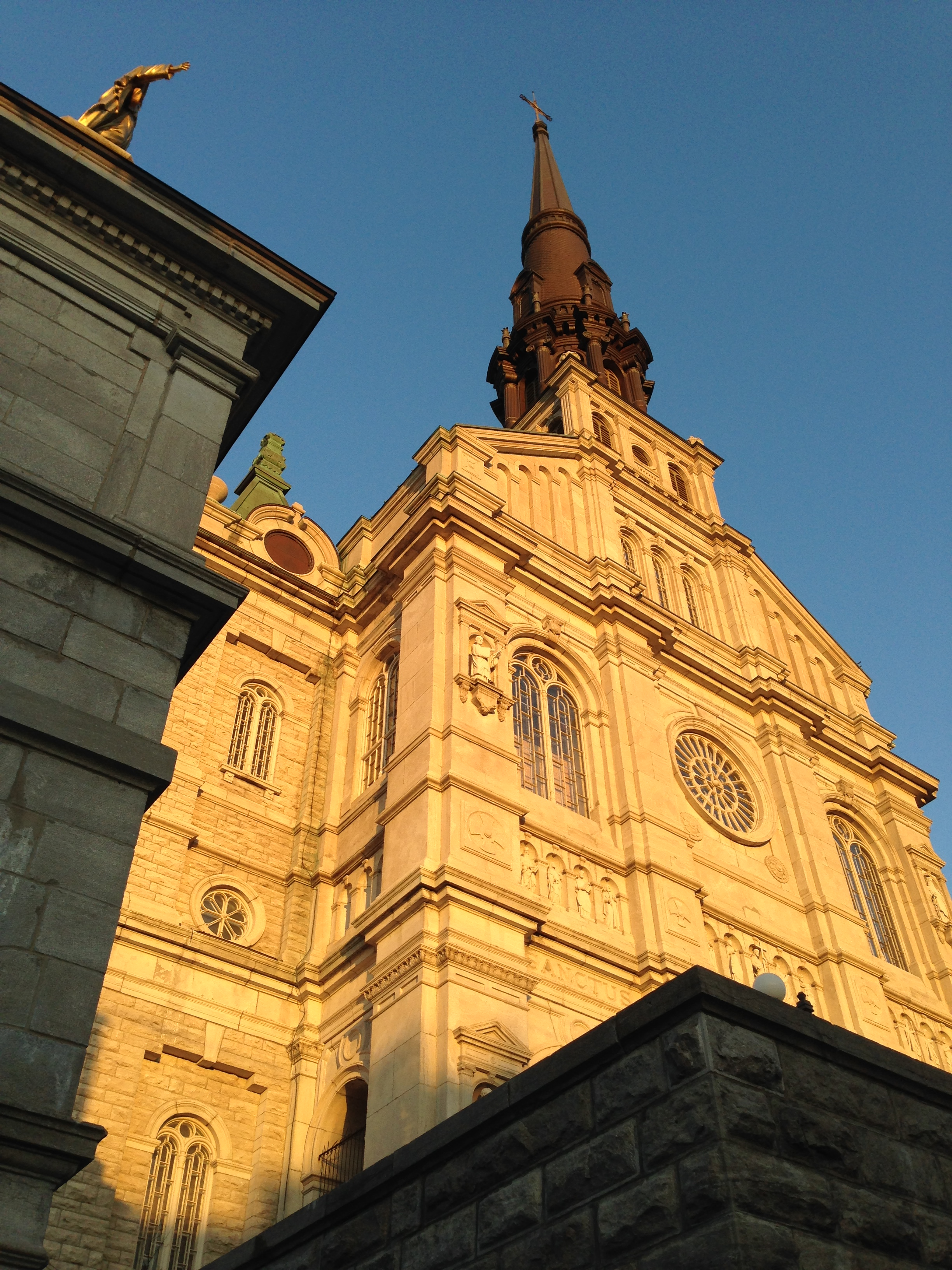
Coucher de soleil sur l'église Saint-Jean-Baptiste
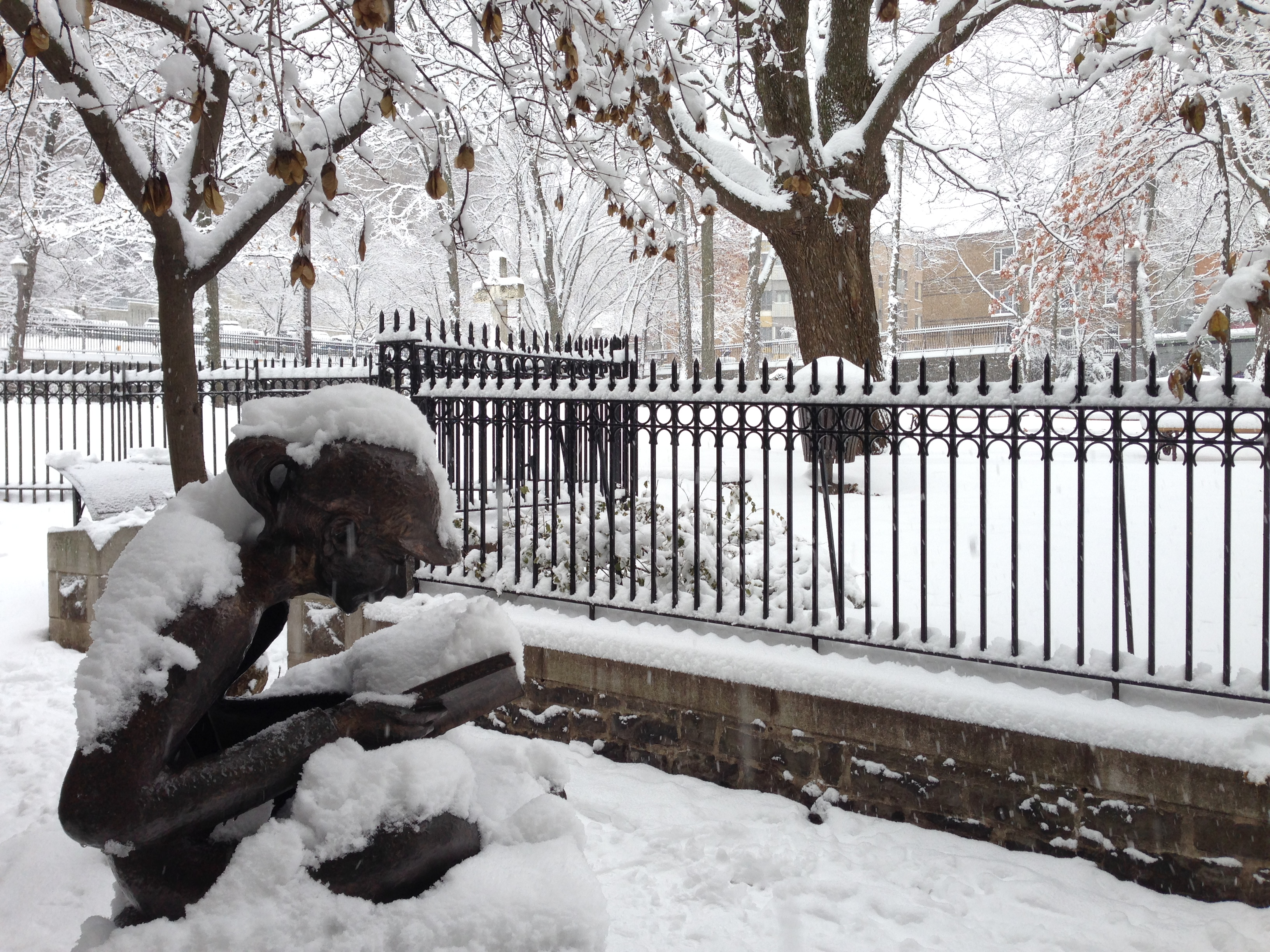
La petite Liseuse, œuvre de Lewis Pagé
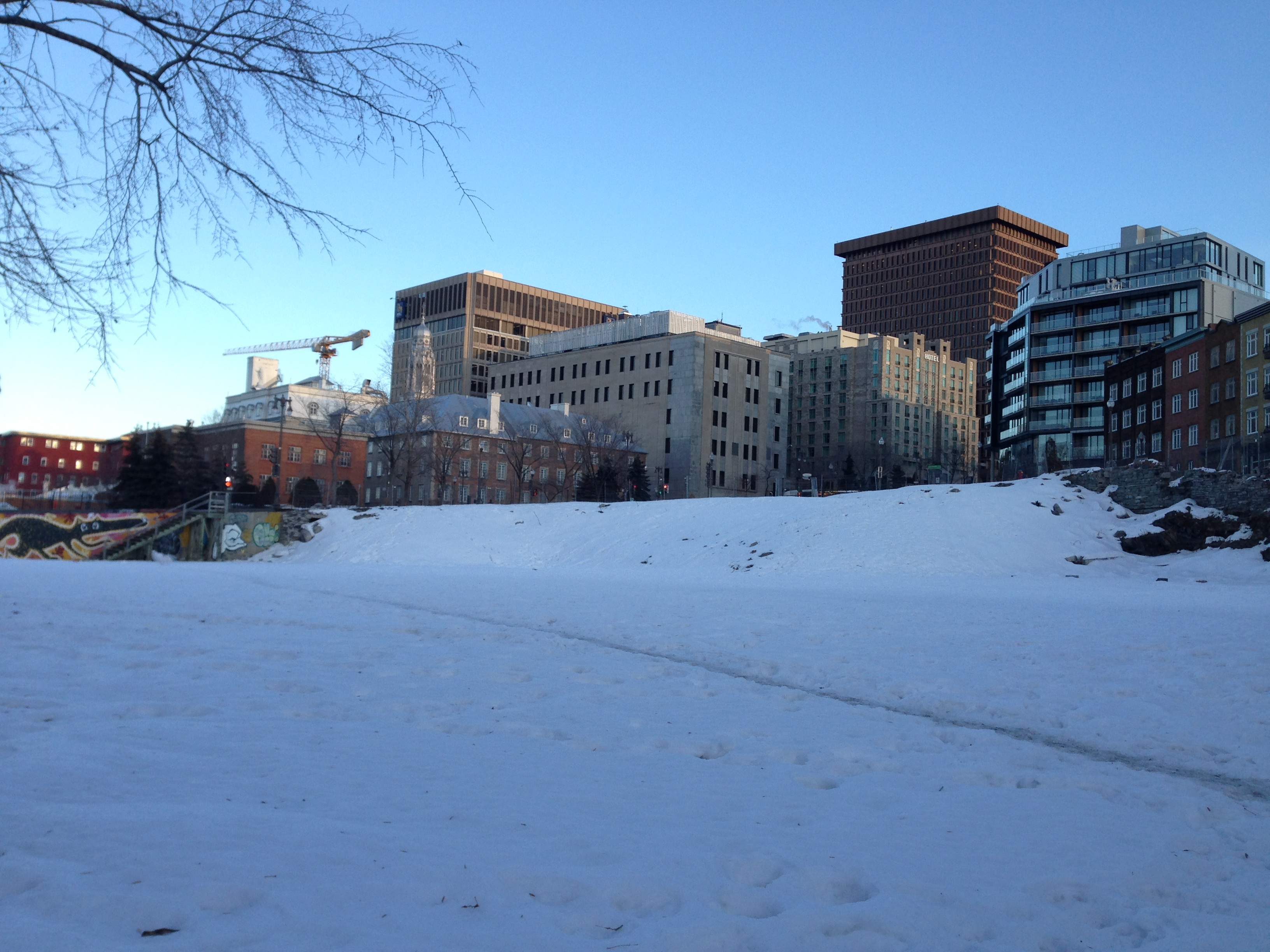
Terrain de l'ancienne église Saint-Vincent-de-Paul